# Schlacht um die Niederlande
Schlacht um die Niederlande

Maastricht – Mill – Den Haag – Rotterdam – Zeeland – Grebbeberg – Afsluitdijk – Bombardierung von Rotterdam
Invasion von Luxemburg

Schusterlinie
Schlacht um Belgien

Fort Eben-Emael – K-W-Linie – Dyle-Plan – Hannut – Gembloux – Lys
Schlacht um Frankreich

Ardennen – Sedan – Maginot-Linie – Weygand-Linie – Arras – Boulogne – Calais – Dünkirchen (Dynamo – Wormhout) – Abbeville – Lille – Paula – Fall Rot – Aisne – Westalpen – Cycle – Saumur – Lagarde – Aerial – Fall Braun
Die Schlacht um die Niederlande war ein Teil des Westfeldzugs während des Zweiten Weltkriegs. Der deutsche Überfall begann am 10. Mai 1940 mit dem Einmarsch von Heeresverbänden und Luftlandungen der deutschen Wehrmacht gegen die neutralen Niederlande. Der offiziellen Kapitulation der niederländischen Regierung am 14. Mai 1940 folgte weiterer Widerstand niederländischer Truppen in der Provinz Zeeland (Festung Holland) bis zum 17. Mai.
Königin Wilhelmina der Niederlande begab sich mit ihrer Regierung nach Großbritannien in das Exil.
Das Deutsche Reich errichtete in den Niederlanden ein Reichskommissariat. Der NS-Staat verfolgte auch hier seine rassenideologische Gewaltherrschaft.
Am 5. Mai 1945 schlossen westalliierte Streitkräfte die Befreiung der Niederlande ab. Der Befreiungstag (Bevrijdingsdag) ist seitdem gesetzlicher Feiertag im Königreich der Niederlande. Wegen der Planung und Durchführung des Angriffs wurden Angeklagte  im Nürnberger Prozess gegen die Hauptkriegsverbrecher mit verurteilt.

## Ausgangslage

Phasen der deutschen Eroberung der Niederlande

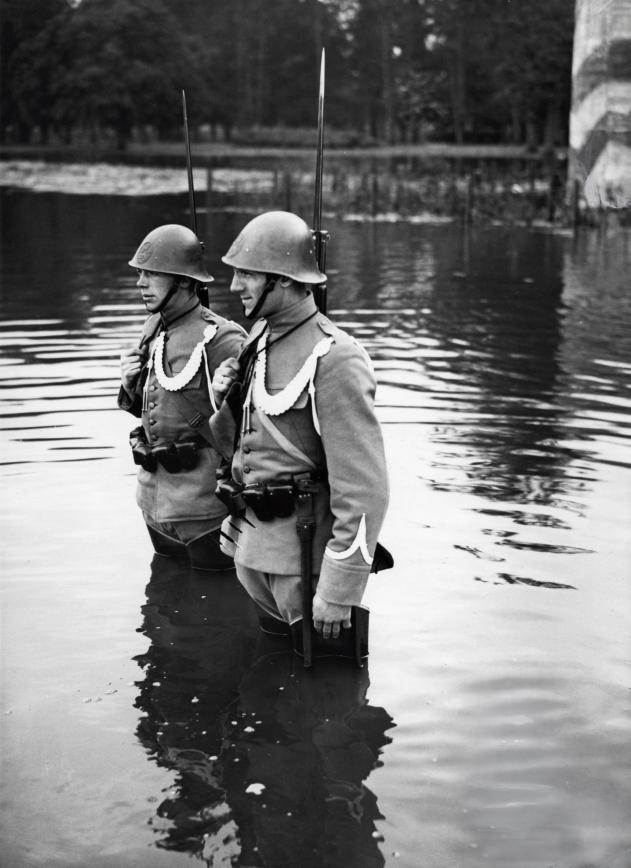
Niederländische Soldaten auf Wache, November 1939

Das Vereinigte Königreich und Frankreich hatten Deutschland 1939 nach dem Überfall auf Polen den Krieg erklärt. Während des sogenannten Sitzkriegs im Winter 1939/40 fanden in Westeuropa keine größeren Landoperationen statt. Am 9. Oktober 1939 befahl Hitler, Pläne für einen Angriff an der Westfront zu entwerfen.

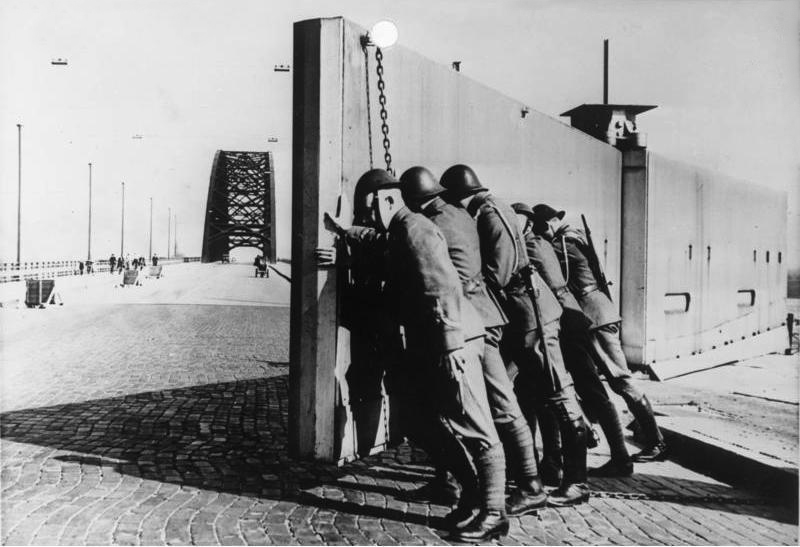
Sicherung der Nimweger Waalbrücke mithilfe einer Barriere durch holländische Soldaten während der Albanienkrise.

Die Niederländer waren nicht auf einen deutschen Einmarsch vorbereitet. Wie im Ersten Weltkrieg war das Land neutral. Angesichts zunehmender internationaler Spannungen erfolgte im April 1939 die Teilmobilisierung von 100.000 Reservisten der Streitkräfte.
Damit wurde der strategischen Bedeutung des Landes Rechnung getragen. Da die Wehrmachtsführung bereits in Polen mit dem Bewegungskrieg schneller gepanzerter Einheiten erfolgreich gewesen war, lag es nahe, dass ein Angriff auf Frankreich das starre Verteidigungswerk der Maginot-Linie zu umgehen suchen würde. Ähnlich verhielt es sich aus Sicht der franco-britischen Entente; Winston Churchill forderte die Niederlande (ebenso wie Belgien) in einer Rundfunkrede vom 20. Januar 1940 offiziell dazu auf, sich dem Bündnis anzuschließen.
Die niederländische Regierung hatte nie offiziell festgelegt, wie im Fall eines Angriffs der Deutschen zu verfahren sein würde. Die Mehrheit der Minister zog es vor, die Neutralität um jeden Preis zu wahren, während eine Minderheit und Königin Wilhelmina es unter allen Umständen ablehnten, durch Passivität dem Deutschen Reich einen Vorteil einzuräumen. Die Niederländer versuchten mehrmals und erfolglos, als Vermittler zu fungieren, um eine ausgehandelte Friedensvereinbarung zwischen der Entente und Deutschland zu erreichen.
Nach dem Einmarsch der Deutschen in Norwegen und Dänemark (Unternehmen Weserübung) wurde dem niederländischen Generalstab klar, dass ein Konflikt unausweichlich war. Kriegsvorbereitungen begannen, die niederländischen Grenztruppen wurden in größere Alarmbereitschaft versetzt. Am 19. April wurde der Ausnahmezustand ausgerufen. Große Teile der Bevölkerung gaben sich jedoch der Illusion hin, dass ihr Land verschont bleiben könnte.
Am 10. April wiederholten Großbritannien und Frankreich ihre Forderung, die Niederländer sollten auf ihrer Seite in den Krieg ziehen, dies wurde jedoch erneut abgelehnt.

## Niederländische Streitkräfte
In den Niederlanden waren alle objektiven Voraussetzungen für eine erfolgreiche Verteidigung gegeben: eine große Bevölkerungsdichte, disziplinierte und gut ausgebildete Einwohner, eine Geographie, die den Verteidiger bevorzugt und eine starke technologische und industrielle Basis, einschließlich eigener Rüstungsindustrie.
Die Haltung der niederländischen Regierung gegenüber dem Krieg spiegelte sich in dem Zustand der Streitkräfte des Landes (niederländisch Nederlandse krijgsmacht) wider, die ihre Ausrüstung seit dem Ersten Weltkrieg nicht wesentlich erweitert hatten und selbst nach den Standards von 1918 unzureichend bewaffnet waren. In den 1920er-Jahren führten eine wirtschaftliche Rezession von 1920 bis 1927 und die allgemeine Entspannung in den internationalen Beziehungen zu einer Begrenzung des Verteidigungshaushalts.

### Heer

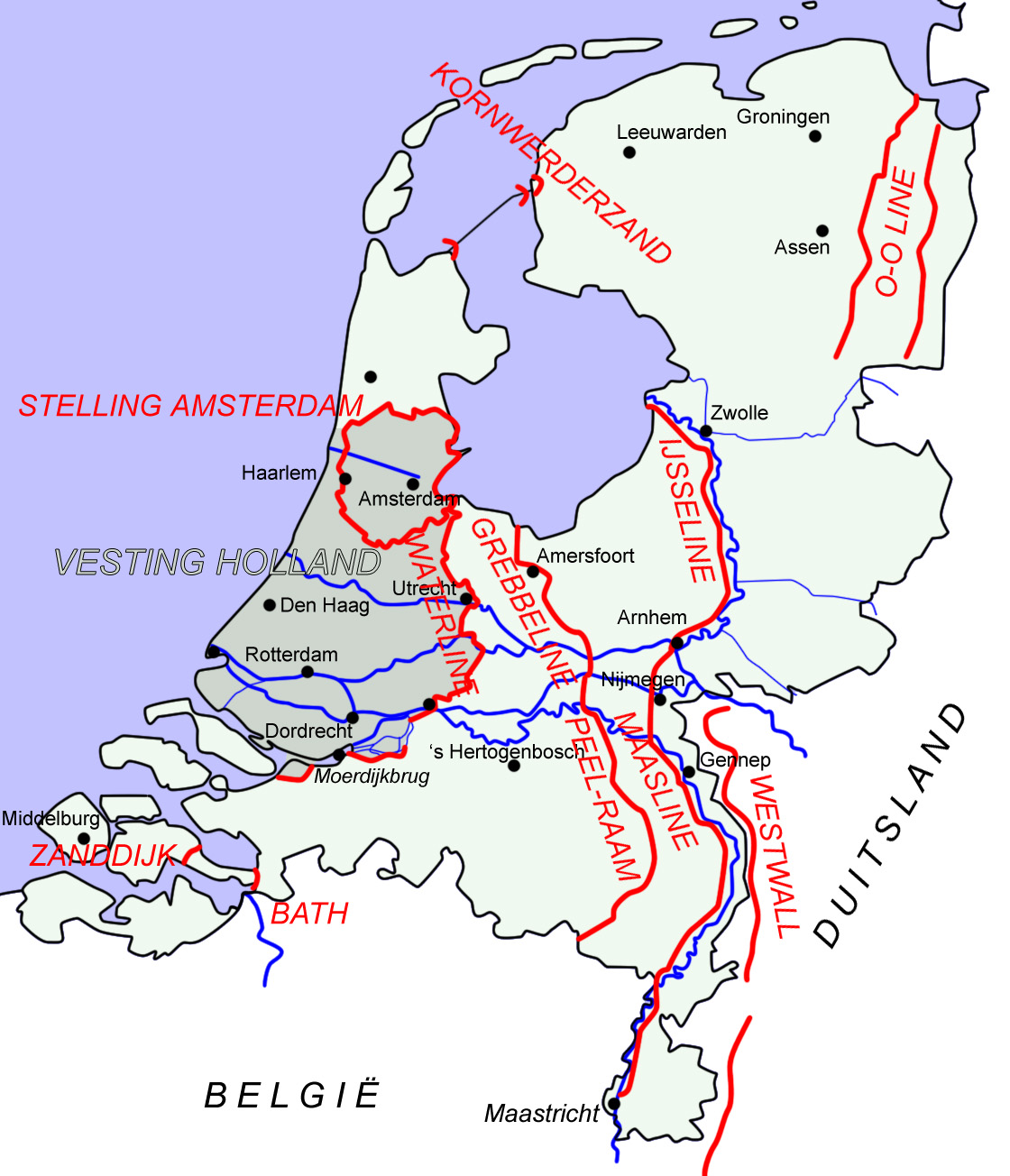
Niederländische Hauptverteidigungslinien

Nach September 1939 wurden verzweifelte Anstrengungen unternommen, um die unzureichende Lage der Armee zu verbessern, jedoch mit sehr geringem Ergebnis. Deutschland verzögerte aus offensichtlichen Gründen seine Lieferungen; Frankreich zögerte, eine Armee auszurüsten, die nicht eindeutig auf seiner Seite stehen würde. Die Sowjetunion, eine der reichlich verfügbaren Waffenquellen, war nicht zugänglich, da die Niederländer im Gegensatz zu den meisten anderen Staaten das kommunistische Regime nicht anerkannten. Ein Versuch 1940, von Finnland erbeutete sowjetische Ausrüstung zu beschaffen, schlug fehl.
Es waren ungefähr zweitausend Bunker gebaut worden, jedoch in Reihen ohne Tiefe. Moderne große Festungen gab es einzig in Kornwerderzand zum Schutz des Afsluitdijk.
Insgesamt 48 Infanterieregimenter sowie 22 Infanteriebataillone waren für die strategische Grenzverteidigung verfügbar.
Am 10. Mai lag der auffälligste Mangel der niederländischen Armee in ihrem Mangel an Panzerfahrzeugen. Die Niederlande waren nicht in der Lage, das Minimum von 146 modernen Panzern (110 leichte, 36 mittlere) zu beschaffen, das sie bereits 1937 für notwendig erachtet hatten. Ein Renault FT-Panzer, für den nur ein Fahrer ausgebildet worden war und der ausschließlich die Aufgabe hatte, Panzersperren zu testen, war das einzige Beispiel seiner Art geblieben und war bis 1940 nicht mehr in Betrieb. Es gab zwei Schwadronen gepanzerter Fahrzeuge mit jeweils einem Dutzend Landsverk-M36- oder M38-Fahrzeugen. Ein weiteres Dutzend DAF-M39-Fahrzeuge wurde gerade in Dienst gestellt, einige mussten noch mit ihrer Hauptbewaffnung ausgerüstet werden. Ein einziger Zug von fünf Carden-Loyd-Mark-VI-Panzern, die von der Artillerie eingesetzt wurden, vervollständigte die Liste der niederländischen Panzer.
Es mangelte besonders im Bereich der Artillerie, die nur auf Divisionsebene zur Verfügung stand. Die anderen Einheiten des Heeres, die als leichte Infanteriebataillone aufgestellt waren und über das gesamte Land als Territorialarmee verteilt worden waren, verfügten über keine eigene Artillerie. Zu zählen waren insgesamt 676 Haubitzen und Feldgeschütze: 310 Krupp-75-mm-Feldgeschütze, teilweise in Lizenz hergestellt; 52 105-mm-Bofors-Haubitzen, die einzigen wirklich modernen Stücke; 144 veraltete Krupp-125-mm-Kanonen; 40 150 mm sFH13; 72 Krupp-150-mm-L/24-Haubitzen und 28 Vickers-152-mm-L/15-Haubitzen. Als Panzerabwehrkanonen standen 386 Böhler 47 mm L/39 zur Verfügung, die zwar wirksame Waffen waren, aber in zu geringer Zahl zur Verfügung standen und nur ein Drittel der geplanten Stärke erreichten; weitere dreihundert antiquierte 6-Veld-(57-mm)- und 8-Staal-Feldkanonen (84 mm) spielten die gleiche Rolle. Zum Zeitpunkt der Invasion waren nur acht der 120 aus Deutschland bestellten modernen 105-mm-Geschütze ausgeliefert worden. Die meisten Artilleriegeschütze waren nicht motorisiert, sondern wurden von Pferden gezogen.
Die niederländische Infanterie setzte ungefähr 2.200 Maschinengewehre vom Kaliber 7,92 mm, teilweise in Lizenz hergestellt, und achthundert Vickers-Maschinengewehre ein. Viele davon wurden in die Bunker eingebaut. Jedes Bataillon hatte eine schwere Maschinengewehrkompanie von zwölf Mann. Die niederländischen Infanterietrupps waren mit einem leichten Maschinengewehr ausgestattet, dem M.20-Lewis-Maschinengewehr, von dem etwa 8.000 zur Verfügung standen. Die meisten niederländischen Infanteristen waren mit dem Gewehr M.95 ausgestattet, das 1895 eingeführt worden war. Es gab nur sechs 80-mm-Mörser für jedes Regiment. Dieser Mangel an Feuerkraft beeinträchtigte die Kampfleistung der niederländischen Infanterie erheblich.
Obwohl die Niederlande der Sitz von Philips waren, einem der größten Hersteller von Funkgeräten in Europa, benutzte die niederländische Armee hauptsächlich Telefonanschlüsse. Nur die Artillerie war mit der bescheidenen Anzahl von 225 Funkgeräten ausgerüstet.

### Marine
Die Königlich Niederländische Marine (Koninklijke Marine) verfügte in den Heimatgewässern nur über kleinere Einheiten. Ihr Gros befand sich als Ostindien Geschwader in Niederländisch-Indien (heute: Indonesien).
Ein Kanonenboot konnte erfolgreich in die Schlacht um den Afsluitdijk eingreifen.
Sämtliche Einheiten zogen sich nach der deutschen Besetzung in das Vereinigte Königreich zurück.

### Luftstreitkräfte

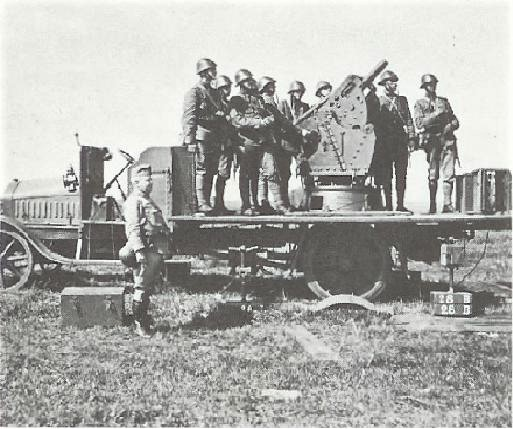
Mobiles niederländisches Flakgeschütz

Die niederländische Luftwaffe, die noch kein eigenständiger Zweig der niederländischen Streitkräfte, sondern Teil der Armee war, verfügte am 10. Mai über 155 Flugzeuge: 28 zweimotorige Jagdmaschinen vom Typ Fokker G.I; 31 Fokker D.XXI und sieben Fokker D.XVII; zehn zweimotorige Fokker T.V, 15 leichte Fokker-C.X- und 35 Fokker-C.V-Bomber, 12 Douglas-DB-8-Sturzkampfbomber (als Jäger eingesetzt) und 17 Aufklärungsflugzeuge vom Typ Koolhoven FK.51 – somit waren 74 der 155 Flugzeuge noch Doppeldecker. Von diesen Flugzeugen waren 125 einsatzbereit. Der Rest der Luftwaffenschule verwendete drei Fokker D.XXI, sechs Fokker D.XVII, je eine einzelne Fokker G.I und Fokker T.V sowie sieben Fokker C.V und mehrere Ausbildungsflugzeuge. Weitere vierzig einsatzbereite Flugzeuge dienten zusammen mit etwa der gleichen Anzahl von Reserve- und Ausbildungsflugzeugen dem Seeflugdienst (Marineluchtvaartdienst).

### Stand der Einsatzbereitschaft
Die niederländische Armee war nicht nur schlecht ausgerüstet, sondern auch schlecht ausgebildet. Insbesondere in der Führung größerer Einheiten oberhalb der Bataillonsebene fehlte es an Erfahrungen. Von 1932 bis 1936 führte die niederländische Armee aus Gründen der Sparsamkeit keine Feldmanöver im Sommer durch. Außerdem fehlten dem einzelnen Soldaten viele notwendige Fähigkeiten. Vor dem Krieg war nur eine Minderheit wehrpflichtiger junger Männer tatsächlich eingezogen worden. Bis 1938 dienten die Rekruten nur 24 Wochen lang, gerade genug, um eine grundlegende Ausbildung in der Infanterie zu erhalten. Im selben Jahr wurde die Dienstzeit auf elf Monate verlängert. Die geringe Qualität der Wehrpflichtigen wurde nicht durch Berufssoldaten kompensiert. 1940 waren nur 1.206 Berufsoffiziere vorhanden. Man hatte gehofft, dass diese Mängel bei drohendem Krieg schnell behoben werden könnten, doch nach der Mobilisierung aller niederländischen Streitkräfte am 28. August 1939 (wodurch die Streitkräfte auf etwa 280.000 Mann aufgestockt wurden) verbesserte sich der Stand der Ausbildung nur langsam: Die meiste verfügbare Zeit wurde für den Bau von Verteidigungsanlagen aufgewendet. Während dieser Zeit begrenzte unter anderem der Mangel an Übungsmunition die Ausbildung. Der Zusammenhalt der Einheiten blieb gering. Im Grunde war die niederländische Armee im Mai 1940 kampfunfähig. Sie war selbst auf Divisionsebene nicht in der Lage, eine Offensive durchzuführen, während die Durchführung von Großoperationen weit über ihre Kapazitäten hinausging.

## Deutsche Verbände
→ Siehe Hauptartikel: Schematische Kriegsgliederung der Wehrmacht für den Westfeldzug
Es trat die Heeresgruppe B unter dem Oberbefehl von Generaloberst Fedor von Bock an.
Die 18. Armee führte die Besetzung der Niederlande durch, während die 6. Armee im Süden auf dem Weg nach Belgien aktiv war.
Die Gesamtstärke der deutschen Einheiten, die während des Angriffs auf die Niederlande eingesetzt wurden, wird mit rund 150.000 Mann angegeben.
Von allen deutschen Armeen, die am Westfeldzug teilnahmen, war die 18. Armee die mit Abstand schwächste. Sie bestand aus nur vier regulären Infanteriedivisionen (die 207., 227., 254. und 256. Infanteriedivision), die von drei Reservedivisionen (208., 225. und 526. Infanteriedivision) unterstützt wurden. Diese nahmen jedoch nicht an den Kämpfen in vorderer Linie teil. Sechs dieser sieben Divisionen waren sogenannte „Dritte Welle-Einheiten“, die erst im August 1939 von Landwehr-Territorialeinheiten aufgebaut worden waren. Abgesehen von Veteranen des Ersten Weltkriegs verfügten sie nur über wenige Berufsoffiziere und geringe Kampferfahrung. Wie die niederländische Armee waren die Soldaten ganz überwiegend (88 %) nicht ausreichend ausgebildet. Die siebte Division war die 526. Infanteriedivision, eine reine Sicherheitseinheit ohne ernst zu nehmende Gefechtsausbildung.
Angesichts dieser Mängel wurden die 18. Armee um verschiedene kleinere Einheiten verstärkt. Zu nennen ist die einzige deutsche Kavalleriedivision (1. Kavalleriedivision). Ferner wurde die SS-Verfügungsdivision (einschließlich der SS-Standarten „Der Führer“, „Deutschland“ und „Germania“) und die Leibstandarte SS „Adolf Hitler“, die als Angriffsinfanterie dienten, zugeteilt.
Die Wehrmacht hatte zwei Luftlandedivisionen ausgebildet, die an der Schlacht teilnahmen: Die 7. Flieger-Division und die 22. Luftlande-Infanteriedivision.

## Strategische Ansätze

### Niederländische Verteidigungsstrategie
Während des französisch-niederländischen Krieges im 17. Jahrhundert hatte die niederländische Republik ein Verteidigungssystem namens Holländische Wasserlinie entwickelt, das  alle großen Städte im Westen durch Überschwemmung eines Teils des ländlichen Raums schützte. Zu Beginn des 19. Jahrhunderts wurde diese Linie über Utrecht hinaus nach Osten verlagert und unter Einbeziehung von Festungen ausgebaut. 1940 wurden veraltete Befestigung erneuert. Das Gebiet westlich der Wasserlinie wurde als Festung Holland (niederländisch: Vesting Holland) bezeichnet, deren Ostflanke vom IJsselmeer gedeckt war und deren Südflanke durch den Unterlauf von drei breiten parallelen Flüssen geschützt wurde: Rhein, Waal und Maas.

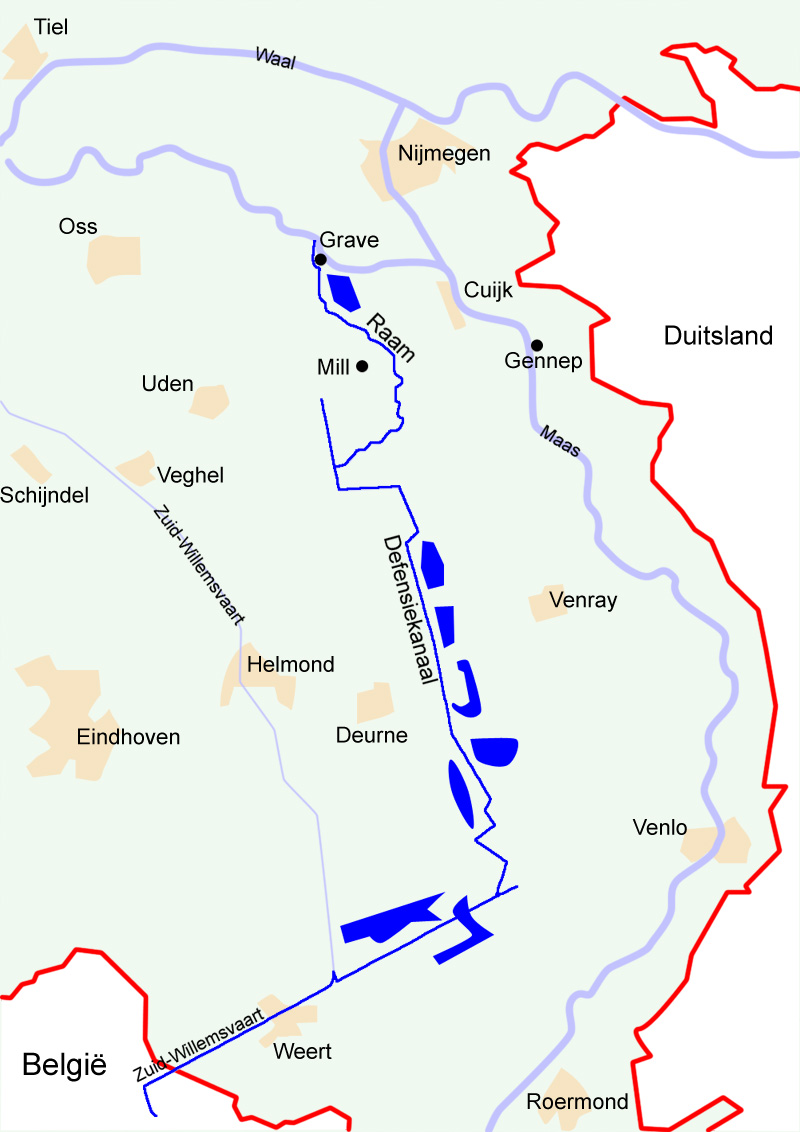
Die Peel-Raam-Stellung

Ursprünglich war es der Plan, sich nach einer Vorfeldverteidigungsphase (dem so genannten Fall Blau) schnell auf die Wasserlinie, d. h. in die Festung Holland zurückziehen. Im Jahr 1939 kam die Erkenntnis, dass ein solches Vorgehen eine Aufforderung zur Invasion darstellte.  Deswegen wurde ab September 1939 eine östlichere Hauptverteidigungslinie aufgebaut. Diese zweite Hauptverteidigungsposition besaß einen nördlichen Teil, der von der Grebbelinie am Fuße des Utrechtse Heuvelrug, einer eiszeitlichen Moräne zwischen dem IJsselmeer und dem Niederrhein, gebildet wurde. Diese Linie wurde um einen südlichen Teil erweitert: die Peel-Raam-Stellung zwischen Maas und belgischer Grenze entlang der Peel-Sümpfe und des Baches Raam. Im Süden wollte man die Deutschen so weit wie möglich aufhalten, um einen französischen Vormarsch zu erleichtern.

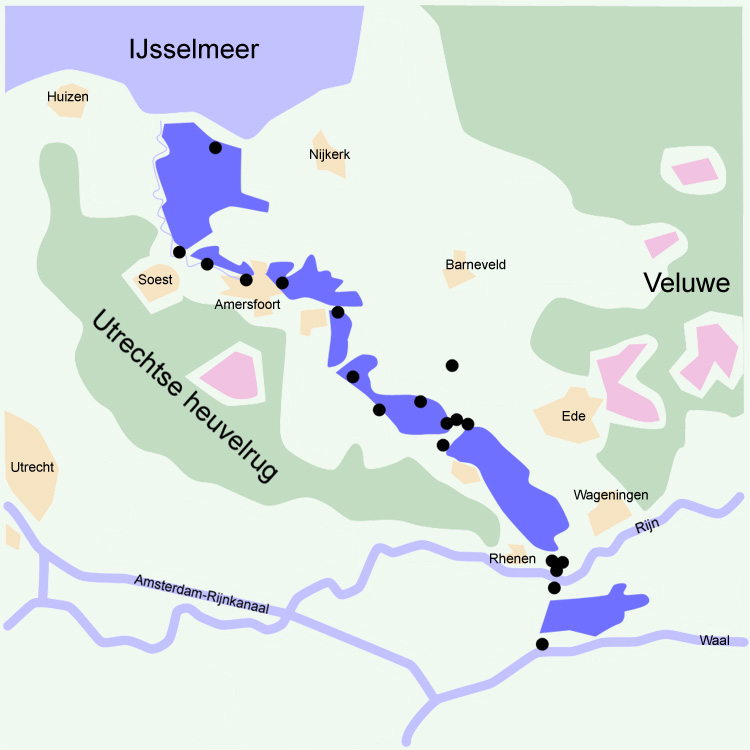
Die Verteidigungsstellungen der Grebbe-Linie (dunkelblau)

Das vierte und das zweite Armeekorps befanden sich an der Grebbelinie. Das 3. Armeekorps war an der Peel-Raam-Position stationiert, mit einer leichten Division dahinter, um die Südflanke abzudecken. Brigaden A und B befanden sich zwischen Niederrhein und Maas. Das 1. Armeekorps war eine strategische Reserve in der Festung Holland, deren südlicher Umfang von weiteren zehn Bataillonen besetzt war.
Nach dem deutschen Angriff auf Dänemark und Norwegen im April 1940, bei dem die Deutschen eine große Anzahl von Luftlandetruppen eingesetzt hatten, machte sich das niederländische Oberkommando Sorgen, auch Opfer solcher strategischer Luftlandeoperationen zu  werden. Entsprechend wurden fünf Infanteriebataillone an den wichtigsten Häfen und Luftwaffenstützpunkten stationiert, darunter der Haager Flugplatz von Ypenburg und der Rotterdamer Flugplatz von Waalhaven. Diese wurden durch zusätzliche Flak-Kanonen und zwölf der 24 einsatzbereiten Panzerwagen verstärkt.

### Koordination mit Belgien
Aufgrund seiner offensichtlichen strategischen Bedeutung hatte Belgien, obwohl im Prinzip neutral, bereits recht detaillierte Vorkehrungen für die Koordinierung mit den Entente-Truppen getroffen. Dies machte es den Niederländern schwer, diese Pläne ihren Wünschen entsprechend zu ändern.
Als General Winkelman Oberbefehlshaber wurde, intensivierte er die Verhandlungen und schlug am 21. Februar 1940 vor, dass Belgien eine Verbindungslinie mit der Peel-Raam-Stellung entlang des belgischen Teils des Kanals Zuid-Willemsvaart herstellen sollte. Die Belgier lehnten dies ab, es sei denn, die Niederländer verstärkten ihre Präsenz in Limburg. Den Niederländern standen hierfür jedoch keine Kräfte zur Verfügung. Mangels einer Einigung beschlossen die Belgier, im Falle eines Einmarsches der Wehrmacht alle ihre Truppen an ihre Hauptverteidigungslinie, den Albertkanal, zurückzuziehen. Dadurch entstand für die Niederländer eine gefährliche Lücke von vierzig Kilometern Länge. Die Franzosen wurden ersucht, diese zu schließen. Der französische Oberbefehlshaber Maurice Gamelin war mehr als daran interessiert, die Niederländer in seine Front einzubeziehen, da er hoffte, den Westwall nördlich umgehen zu können, wenn die Entente ihre geplante Offensive 1941 startete. Er wagte es jedoch nicht, seine Versorgungslinien so weit auszudehnen, es sei denn, die Belgier und die Niederländer würden sich vor dem deutschen Angriff auf die Seite der Alliierten stellen. Als beide Staaten sich weigerten, ihre Neutralität offiziell aufzugeben, willigte Gamelin ein, eine Verbindungsposition in der Nähe von Breda einzunehmen.

### Französische Strategie
Die französischen strategischen Planungen kalkulierten einen Überfall der deutschen Wehrmacht auf die Niederlande, mit dem Ziel des Durchbruchs nach Nordfrankreich, durchaus ein. Die Antwerpen–Namur Linie könnte hier trotz der Behinderungen durch die vielen Wasserwege in den Niederlanden rasch umgangen werden.
Schnelle Kräfte würden nötig sein, um den Feind zu hindern, strategisch entscheidende Orte einzunehmen. Lange vor den Deutschen hatten die Franzosen überlegt, Luftlandetruppen einzusetzen, um schnelle Angriffe durchführen zu können. Bereits 1936 hatten die Franzosen die Konstruktion leichter Panzer in Auftrag gegeben, die auf dem Luftweg transportierbar sein sollten. Diese Pläne wurden jedoch 1940 aufgegeben, da es an Frachtflugzeugen mangelte, die groß genug wären, um gepanzerte Fahrzeuge zu verlegen. Zwei Divisionen sollten in Zeeland stationiert werden, um die Westerschelde gegen eine deutsche Überquerung zu verteidigen.

### Deutsche Angriffsstrategie

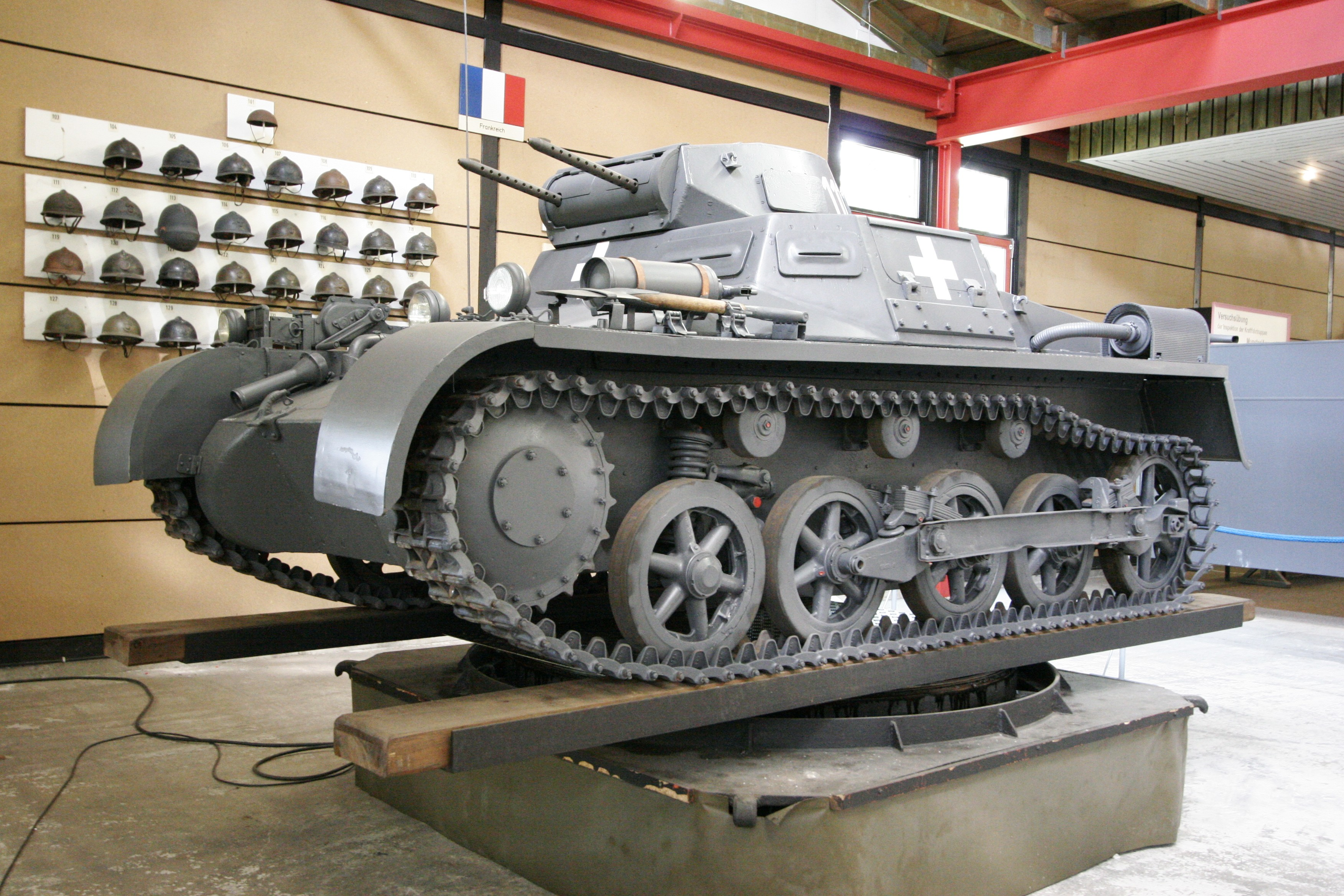
Deutscher Panzer I

Zwischen Mitte Oktober 1939 und Mitte Januar 1940 wurden verschiedene Pläne für den Fall Gelb entwickelt, verworfen und neu gefasst. Dabei spielten strategische Aspekte des Westfeldzugs insgesamt, die verfügbaren Einheiten, die politische Rolle der Niederlande ebenso eine Rolle wie spezielle Interessen der deutschen Luftwaffe unter Hermann Göring, dessen Blick auf den Luftkrieg mit dem Vereinigten Königreich ausgerichtet war.
Im Ergebnis wurde die Eroberung des gesamten niederländischen Territoriums bei gleichzeitigem raschen Durchmarsch hoch mobiler Verbände in Richtung Belgien zum Angriffsziel gemacht.
Zur operativen Umsetzung waren die 6. und die 18. Armee an der niederländischen Grenze stationiert. Der 18. Armee unter General Georg von Küchler wurde die Aufgabe zugewiesen, die niederländische Hauptstreitmacht zu besiegen.
Die Unzulänglichkeiten dieser Armee (s. o. → Deutsche Verbände) machten zusätzliche operative Überlegungen nötig, um die Zielerreichung sicherzustellen. Die Luftlandetruppen sollten am ersten Tag des Angriffs die Flugplätze um den niederländischen Regierungssitz Den Haag einnehmen und sichern, um rasch die Regierung, das niederländische Oberkommando und nicht zuletzt Königin Wilhelmina gefangen zu nehmen. Die berittenen Truppen der 1. Kavalleriedivision sollten zusammen mit einigen Infanteristen die schwach verteidigten Provinzen östlich der IJssel besetzen und dann den Afsluitdijk überqueren. Eine gleichzeitige Landung in der Nähe von Enkhuizen (Provinz Nordholland) sollte mit Lastkähnen in dem kleinen Hafen von Stavoren war geplant, um die niederländischen Verteidigungskräfte weiter zu zersplittern.
Zwei Panzerbataillone mit 141 Panzern sollten die niederländischen Linien zwischen der 254. und 256. Infanteriedivision durchbrechen und gemeinsam mit diesen Infanterieeinheiten als XXVI. Armeekorps auf die Linie Gennep-Herzogenbusch vorrücken. Zeitgleich sollte sich eine Offensive gegen die Grebbelinie im Osten, durchgeführt von der 207. und 227. Infanteriedivision (zum X. Armeekorps zusammengeschlossen) entwickeln, um die Hauptmasse des niederländischen Heeres anzugreifen. Die Annahme dabei war, dass die Niederländer an die Ostfront der Festung Holland oder darüber hinaus gedrängt würden.
Sollten die Niederländer nicht am ersten Tag kapitulieren, war geplant, dass die 18. Armee am dritten Tag aus dem Süden über die Moerdijk-Brücken in die Festung Holland eindringt und sich so den Sieg sichert.

## Die Affäre Oster

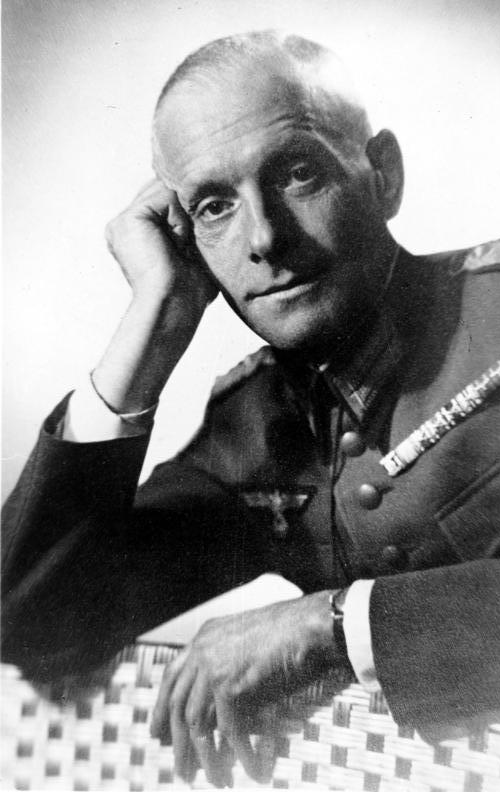
Oberst Hans Oster

Es gab im Deutschen Reich allgemein und in Kreisen des Militärs eine deutliche Abneigung, die niederländische Neutralität zu verletzen. Ähnlich der Begründung, die das Deutsche Reich im Ersten Weltkrieg in Bezug auf Belgien verwendet hatte, arbeitete die NS-Propaganda daher an der Legende einer angeblichen Absicht der Briten und Franzosen, die Niederlande zu besetzen.
Im deutschen Offizierkorps bestanden durchaus Vorbehalte gegen Hitler, sein Regime und seine aggressive Kriegführung. Oberst Hans Oster, ein Offizier der Abwehr (deutscher Militärgeheimdienst), begann im März 1939 Informationen an den niederländischen Militärattaché in Berlin, Major Gijsbertus J. Sas zu geben. Diese Informationen beinhalteten auch das Angriffsdatum für den Fall Gelb. Mehrere, ungünstigen Wetterbedingungen geschuldete Terminverschiebungen führten jedoch zu einer Reihe von Fehlalarmen, welche bei der niederländischen Regierung und anderen Zweifel an der Qualität des Informanten aufkommen ließen. Dass Major Sas das Datum des deutschen Angriffs auf Dänemark und Norwegen korrekt gemeldet hatte, blieb weitgehend unbeachtet.
Obwohl durch Oster und Sas mitgeteilt wurde, eine deutsche Panzerdivision würde versuchen, die Festung Holland von Noord-Brabant her zu attackieren und die Königin gefangen genommen werden sollte, kam es zu keinen Anpassungen der niederländischen Verteidigungsstrategie. Am 4. Mai 1940 warnte Major Sas erneut vor einem bevorstehenden Angriff; was diesmal mit einer Warnung aus dem Vatikan koinzidierte. Als Oster am Abend des 9. Mai seinen Freund noch einmal anrief und „Morgen früh“ sagte, wurden die niederländischen Truppen in Alarmbereitschaft versetzt.

## Verlauf der Schlacht

### 10. Mai

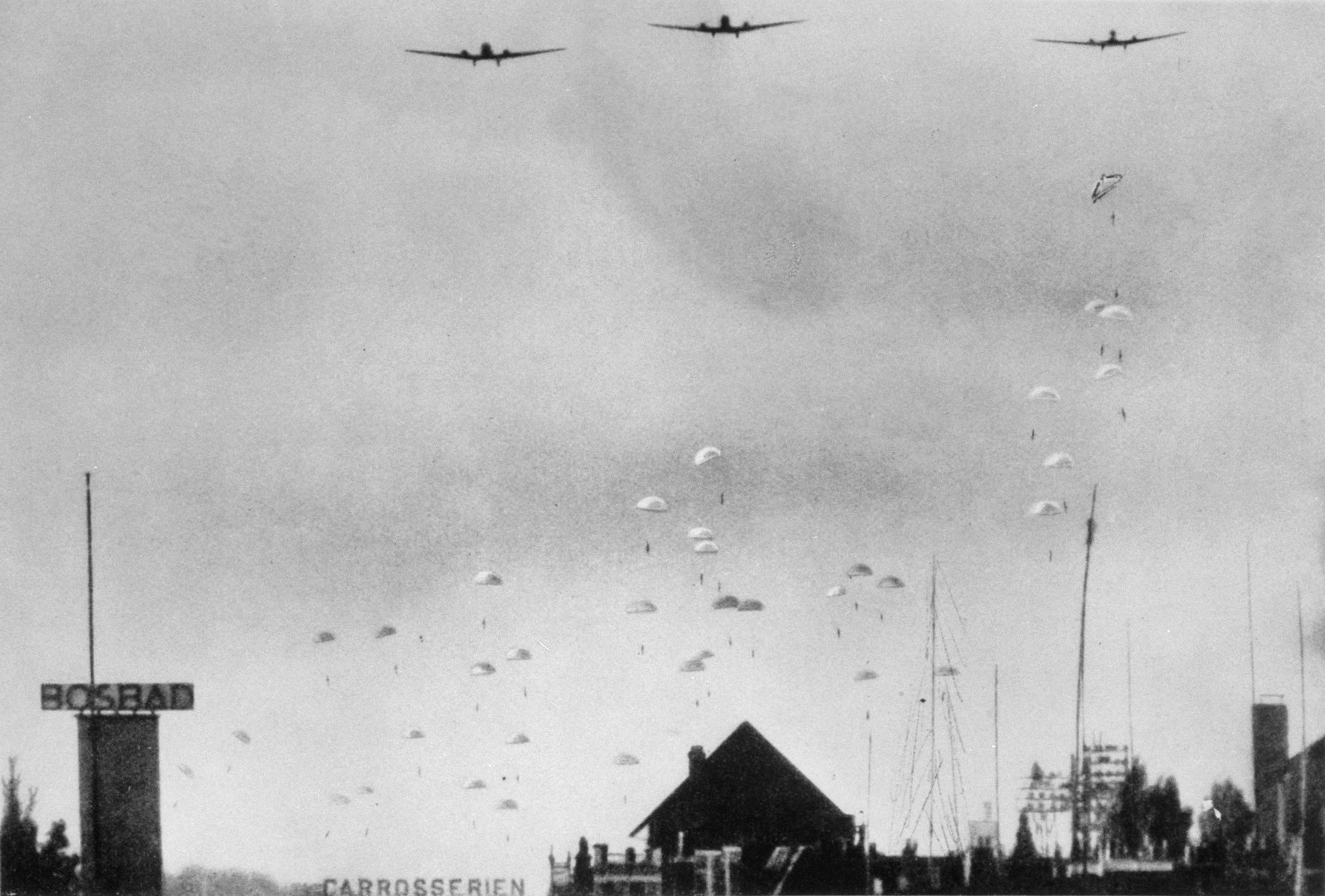
Deutsche Fallschirmjäger landen in den Niederlanden am 10. Mai 1940

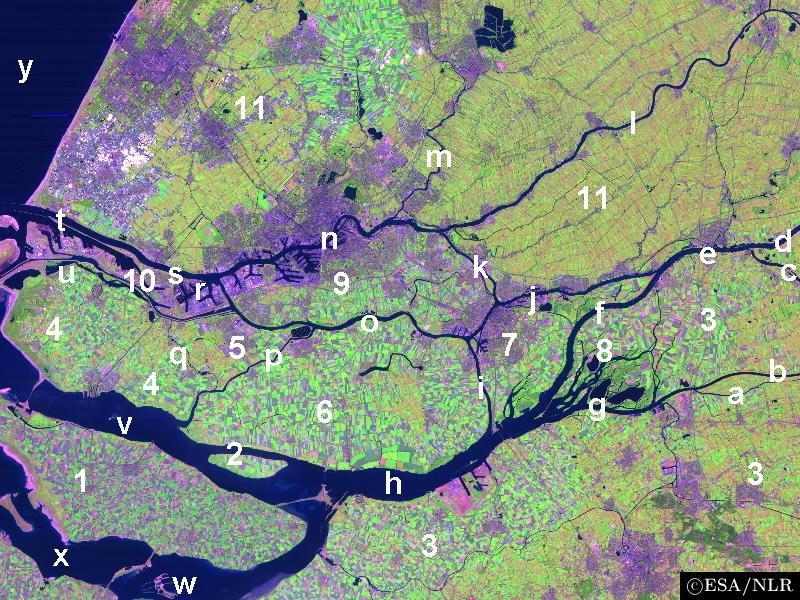
Die Geografie der Landungsgebiete: an der Küste liegt Den Haag; Rotterdam liegt bei n, Waalhaven bei 9 und Dordrecht bei 7; h ist das Hollands Diep

Am Morgen des 10. Mai 1940 wurden die Niederländer von dem Dröhnen der Triebwerke deutscher Flugzeuge am Himmel geweckt. Die deutsche Wehrmacht hatte den Angriff auf die Niederlande, Belgien, Frankreich und Luxemburg begonnen. Die Niederlande, auch Belgien und Luxemburg, wurden ohne Kriegserklärung überfallen.
Schon in der Nacht verletzte die deutsche Luftwaffe den niederländischen Luftraum. Das Kampfgeschwader 4 (KG 4) durchquerte ihn und verschwand nach Westen, was den Niederländern die Illusion gab, die Operation sei auf England gerichtet. Über der Nordsee drehte der Verband jedoch wieder nach Osten, um zusammen mit anderen Geschwadern einen Überraschungsangriff auf die niederländischen Flugplätze durchzuführen. Unter der Führung von Oberst Martin Fiebig traf das KG 4 den Marineflugplatz in De Kooy und zerstörte 35 Flugzeuge, die meisten davon Ausbildungsmaschinen. Fiebig selbst wurde abgeschossen und blieb fünf Tage niederländischer Kriegsgefangener. Das KG 4 bombardierte auch Amsterdam-Schiphol, wo die Niederländer ein Drittel ihrer mittleren Bomber verloren, und die Den Haager Flugplätze, wo die I./KG 4 die Hälfte der 21 verteidigenden Kampfflugzeuge zerstörte. Das Kampfgeschwader 30 (KG 30) und das Kampfgeschwader 54 (KG 54) griffen Häfen und Kommunikationseinrichtungen an. Das KG 4 verlor am 10. Mai insgesamt elf Heinkel-He-111-Bomber und drei Junkers Ju 88; die KG 30 und 54 weitere neun Bomber. Das Jagdgeschwader 26 (JG 26) und das Zerstörergeschwader 26 (ZG 26) hatten im Luftkampf 25 niederländische Flugzeuge abgeschossen und dabei neun eigene Kampfflugzeuge verloren. Die Niederländer hatten am Ende des Tages nur noch 70 Flugzeuge.
Unmittelbar nach den Bombardierungen sprangen zwischen 04:30 und 05:00 Uhr Fallschirmjäger in der Nähe der Flugplätze ab.
(vgl. auch → Schlacht um Den Haag)

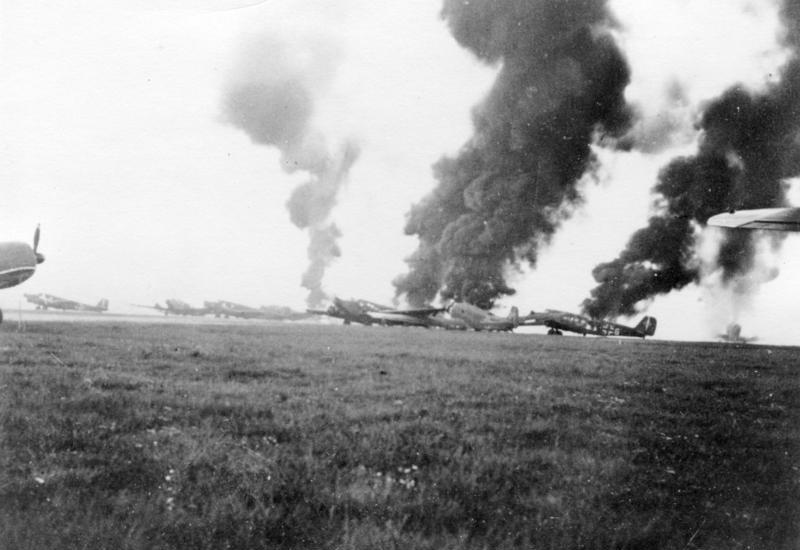
Brennende deutsche Junkers Ju 52 Transportflugzeuge in Ypenburg

Der Angriff auf Den Haag endete mit einem operativen Misserfolg. Die deutschen Fallschirmjäger waren nicht in der Lage, den Hauptflugplatz in Ypenburg so rechtzeitig zu erobern, dass weitere Luftlandeeinheiten mit Transportmaschinen hätten nachgeführt werden können. Fünf niederländische leichte Landsverks-Panzer zerstörten – unterstützt von Maschinengewehrstellungen – achtzehn Junkers Transportflugzeuge der ersten beiden Wellen. Als die Landebahn durch Wracks blockiert war, brachen die verbleibenden Wellen die Landung ab und versuchten, Ausweichmöglichkeiten zu finden. Oft setzten sie ihre Luftlandetrupps auf Wiesen oder am Strand ab und zerstreuten so die Einheiten. Der kleine Hilfsflugplatz von Ockenburg wurde nur leicht verteidigt und fiel sofort einem deutschen Angriff zum Opfer. Der Flugplatz von Valkenburg war ebenfalls schnell besetzt und die Moral der Verteidiger durch die Bombardierung erschüttert. Die Landebahn befand sich jedoch noch im Bau und der Grundwasserspiegel war noch nicht abgesenkt, so dass die dort landende Flugzeuge im weichen Boden versanken. Somit konnten über keinen der Flugplätze wesentliche Verstärkungen gelandet werden. Am Ende besetzten die Fallschirmjäger Ypenburg, rückten jedoch nicht nach Den Haag vor, da ihr Vormarsch von hastig zusammengeführten niederländischen Truppen blockiert wurde. Am frühen Nachmittag wurden sie durch Feuer von drei niederländischen Artillerie-Batterien zerstreut. Niederländische Batterien vertrieben ebenfalls die deutschen Besatzer von den anderen beiden Flugfeldern. Die verbliebenen Luftlandetruppen suchten Zuflucht in den umliegenden Dörfern und oft in den Dünen.

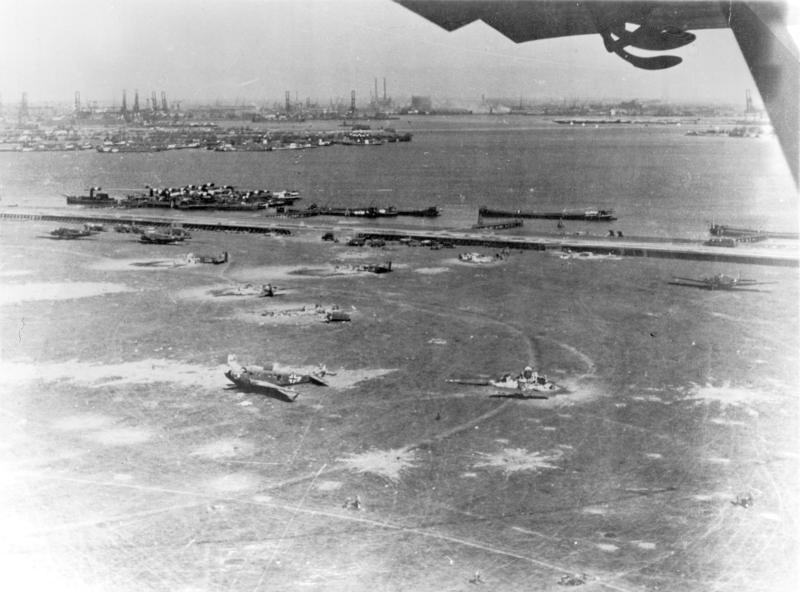
Zerstörte deutsche Transportflugzeuge vom Typ Ju 52 auf dem Flugplatz in Waalhaven

Die deutschen Verluste auf dem Flugplatz Waalhaven waren begrenzt. Der Angriff auf Rotterdam war wesentlich erfolgreicher als die Bemühungen bei Den Haag. Zwölf Heinkel-He-59-Wasserflugzeuge, die mit zwei Zügen Infanterie gut gefüllt waren, landeten im Herzen der Stadt und entluden Gruppen von Angreifern, welche die Willemsbrücke, eine Brücke über die Neue Maas, eroberten und einen Brückenkopf bildeten. Gleichzeitig wurde der südlich der Stadt auf der Insel IJsselmonde gelegene Militärflugplatz Waalhaven von Luftstreitkräften angegriffen. Hier war ein niederländisches Infanteriebataillon so nah am Flugplatz stationiert, dass die Fallschirmjäger direkt bei seinen Stellungen landeten. Ein verwirrender Kampf folgte. Die erste Welle Ju-52 erlitt keine Verluste und die Transportmaschinen konnten ihre Landungen relativ ungestört durchführen. Am Ende waren die niederländischen Verteidiger überfordert. Die immer zahlreicher werdenden deutschen Truppen begannen, nach Osten vorzurücken, um IJsselmonde zu besetzen. Sie nahmen schließlich Kontakt mit den Fallschirmjägern auf, welche die entscheidend wichtige Brücke bei Dordrecht besetzen sollten. Dass die niederländische Marine eingriff – die Torpedoboote Z5 und TM 51 griffen die Willemsbrug an und später lief der Zerstörer HNLMS Van Galen den Nieuwe Waterweg hinauf, um den Flugplatz auf kurze Distanz zu beschießen – führte jedoch nur zu der Versenkung der Van Galen nach einem Bombenangriff. Der Plan, die Kanonenboote HNLMS Flores und HNLMS Johan Maurits van Nassau einzusetzen, wurde daraufhin aufgegeben. Auf der Insel Dordrecht fiel die Dordrechtbrücke in die Hände der Deutschen, während in der Stadt selbst die Niederländer aushielten. Die langen Moerdijk-Brücken über die breite Hollands-Diep-Mündung, die die Insel mit der Provinz Noord-Brabant verbindet, wurden von Wehrmachtstruppen erobert und ein Brückenkopf an der Südseite befestigt.

Deutsche Luftlandungen in Rotterdam

Die Deutschen versuchten, die IJssel- und Maas-Brücken intakt zu erobern, indem sie Kommandotrupps von Brandenburgern einsetzten, die sich vor dem Hauptvorstoß über die niederländische Grenze in das Gebiet des Gegners einschlichen. In der Nacht des 10. Mai näherten sich die Trupps den Brücken. Um die niederländischen Detonationsteams zu täuschen, waren einige Männer als niederländische Militärpolizisten verkleidet, die vorgaben, eine Gruppe deutscher Gefangener bei sich zu haben. Einige dieser „Militärpolizisten“ waren echte Niederländer, Mitglieder der National-Socialistischen Beweging, der niederländischen Nazipartei. Die meisten Versuche dieser Art scheiterten. Wesentliche Ausnahme war die Eisenbahnbrücke von Gennep. Dort überquerte ein Panzerzug der Wehrmacht, gefolgt von einem Truppentransportzug, die Maas und fuhr direkt durch die Peel-Raam-Stellung bei Mill. Ein Infanteriebataillon konnte so hinter der Verteidigungslinie entladen werden. In und bei dem Dorf Mill entwickelten sich bis in die folgende Nacht Gefechte, in deren Rahmen es den Niederländern gelang, den Panzerzug zur Entgleisung zu bringen und auszuschalten.
(→ Schlacht bei Mill)

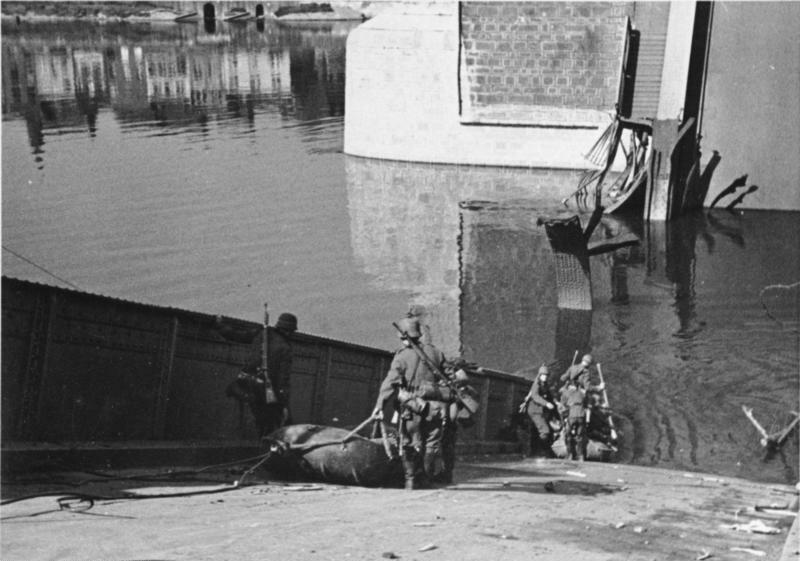
Durch die niederländischen Streitkräfte zerstörte Sint Servaasbrücke in Maastricht

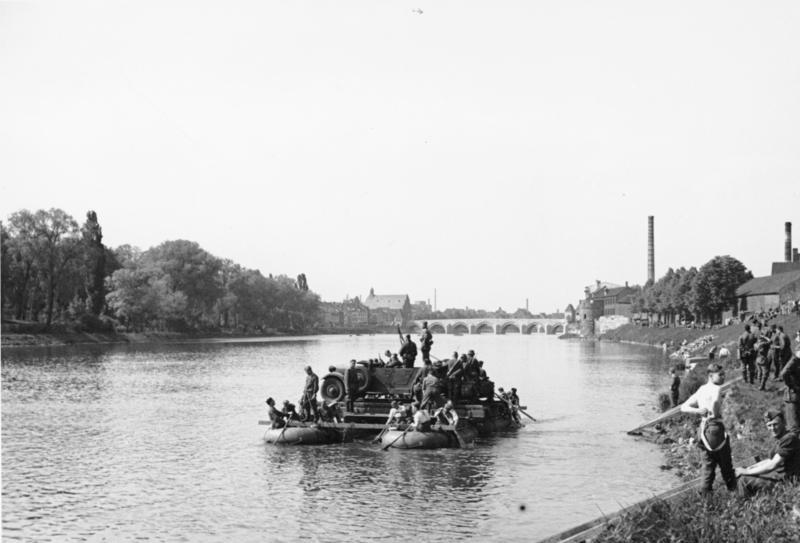
Übersetzen von Pak auf einer Fähre am Nachmittag des 10. Mai 1940

Nach den überwiegend gescheiterten Angriffen auf die Brücken begannen die deutschen Divisionen mit Übergangsversuchen über die Flüsse IJssel und Maas. Die ersten Wellen wurden in der Regel zurückgeschlagen, weil die Bunker der Verteidiger nicht artilleristisch niedergekämpft wurden. An den meisten Stellen zerstörte ein nochmaliger Beschuss die Bunker und die Angreifer überquerten die Flüsse mittels Pontonbrücken. Manche Versuche dieser Art, wie Venlo, mussten abgebrochen werden. In Arnheim führte die Leibstandarte "Der Führer" den Angriff an und rückte an diesem Tag, gefolgt von der 207. Infanteriedivision, bis zur Grebbe-Linie vor.

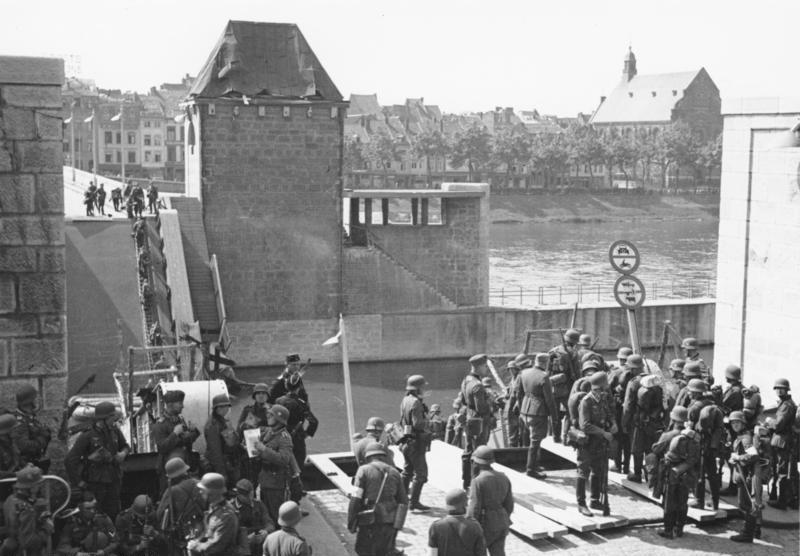
Trotz der Sprengungen der Wilhelminabrücke und Sint Servaasbrücke eroberten deutsche Truppen recht schnell den Verkehrsknotenpunkt Maastricht. Foto vom 10. Mai 1940 in Maastricht.

Am Abend des 10. Mai, gegen 22:00 Uhr, waren französische Aufklärungselemente mit Panhard-178-Panzerwagen an der niederländischen Grenze eingetroffen und bildeten eine Vorhut für die französische 1. mechanisierte leichte Division. Diese Division operierte an der Nordflanke der 7. französischen Armee. Ihre Mission war es, den Kontakt zwischen Festung Holland und Antwerpen zu gewährleisten. Versuche, den französischen Vormarsch mit Oberst Leonard Johannes Schmidt, dem militärischen Befehlshaber der niederländischen Truppen in Noord-Brabant, zu koordinieren, blieben weitgehend erfolglos, da die niederländische Verteidigung bereits zusammenbrach.
In Mill konnte die 256. Infanteriedivision der Wehrmacht zunächst die Gelegenheit nicht nutzen, rasch weiter vorzustoßen. Am frühen Abend kam dann der Angriffsbefehl, obwohl außer einer 105-mm-Batterie keine Artillerieunterstützung vorhanden war. Ein Stuka-Angriff kurz vor dem Vorrücken im Raum Mill zerstörte einige niederländische Abwehrstellungen. Obwohl die Deutschen den Durchbruch nur zögerlich nutzten, befahl niederländische Divisionskommandeur Oberst Schmidt um 20:30 Uhr, die Peel-Raam-Stellung aufzugeben. Er zog sich mit seinen Truppen nach Westen zurück, um eine neue Linie am Zuid-Willemsvaart-Kanal zu improvisieren.
Im Norden hatte die 1. Kavalleriedivision am Ende des Tages erst die Linie Meppel – Groningen erreicht. Logistische Probleme und die Sprengung von 236 Brücken durch die niederländischen Verteidiger verzögerten den Vormarsch, obwohl nur schwache niederländische Truppen entgegenstanden.
Im äußersten Süden verzögerten die sechs Grenzbataillone in der Provinz Limburg den Vormarsch der deutschen 6. Armee nur geringfügig; vor Mittag war das Gebiet überrannt und die strategische Stadt Maastricht hatte sich ergeben, was den Weg für die deutsche Offensive nach Zentralbelgien ebnete. Den Deutschen gelang es jedoch nicht, die Hauptbrücke unversehrt zu erobern, was sie zwang, die Überquerung durch die 4. Panzerdivision bis zum nächsten Tag aufzuschieben. (→ Schlacht von Maastricht)

### 11. Mai
Die Lage am 11. Mai, Tag 2 des deutschen Angriffs, stellte den niederländischen Oberbefehlshaber General Winkelman vor zwei Hauptprobleme. Einerseits galt es, die deutschen Luftlandetruppen ausschalten. Obwohl deren Angriff gescheitert war, wäre die weitere Präsenz bei Waalhaven und der deutsche Besitz der Moerdijk-Brücken ein ernstes Hindernis für die Zuführung alliierter Verstärkungen in die Festung Holland. Andererseits mussten Anstrengungen unternommen werden, französischen Einheiten den Weg nach Noord-Brabant zu bereiten, um dort eine starke Verteidigungslinie aufzubauen und die Festung Holland mit der alliierten Hauptstreitmacht in Belgien zu verbinden. Da aber die meisten niederländischen Truppen aus der Region abgezogen waren, mangelte es zur Erreichung letztgenannten Ziels offenbar an militärischen Möglichkeiten.
In der Tat konnten beide Hauptaufgaben im Laufe des Tages nur ansatzweise angegangen werden.

Ein geplanter Gegenangriff der leichten Division gegen die Luftlandetruppen auf der Insel IJsselmonde schlug fehl. Die Brücke über den Fluss Noord war rechtzeitig von den deutschen Fallschirmjägern zur Verteidigung vorbereitet worden und es erwies sich als unmöglich, sie zu nehmen. Mehrere Versuche, den Fluss mit Booten zu überqueren, führten lediglich zur Bildung einiger isolierter Brückenköpfe. Um 10:15 Uhr erhielt die leichte Division den Befehl, die Überquerung abzubrechen, und wurde angewiesen, auf die Insel Dordrecht zu marschieren. Nachdem die Insel Dordrecht erobert worden wäre, sollte die Division über die Dordrechtbrücke nach IJsselmonde vordringen, um Rotterdam zu erreichen.

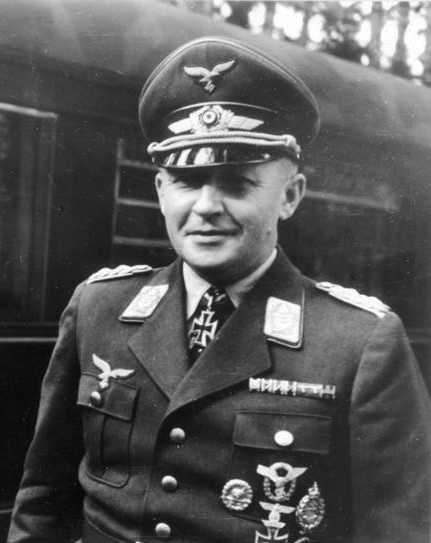
General der Fallschirmjäger Kurt Student

Früher am Tag unternahmen niederländische Bataillone zwei Versuche, einen Angriff gegen die Westflanke der deutschen Verbände durchzuführen. Das erste Bataillon, das von der belgischen Grenze abgezogen worden war, überquerte an zwei Punkten (Oud-Beijerland und Puttershoek) die Alte Maas und versuchte, die Brücke bei Barendrecht nach IJsselmonde am Hoekse Waard zu stürmen. Obwohl die Flussüberquerungen erfolgreich waren, wurde der Vormarsch des ersten Bataillons nur zögerlich durchgeführt; die Truppen wurden von deutschen Gegenangriffen überrascht und zerstreut. Das zweite Bataillon geriet ebenfalls in schwere Gefechte und verlor viele Männer, die gefangen genommen wurden. Am Nachmittag versuchte eine französische Aufklärungseinheit, die 5. Groupe de Reconnaissance de Division d'Infanterie, mit der Unterstützung eines niederländischen Grenzbataillons einen Angriff auf den südlichen deutschen Brückenkopf von Moerdijk, aber die gepanzerten Wagen der 6. Cuirassiers, mit denen sie verstärkt worden waren, wurden von deutschen Stukas angegriffen und mussten sich zurückziehen.
In Rotterdam gelang es den Niederländern nicht, die deutschen Luftlandetruppen von ihrem Brückenkopf am nördlichen Ufer der Maas zu vertreiben, obwohl sie von einem Infanterieregiment verstärkt wurden. Trotz der Erlaubnis von General Kurt Student weigerte sich der deutsche Befehlshaber in Rotterdam, diesen Brückenkopf zu evakuieren, und die wenigen deutschen Verteidiger hielten sich in einem einzigen Bürogebäude. Die beiden noch vorhandenen niederländischen Bomber konnten die Willemsbrücke nicht zerstören. Die am Angriff vom Vortag auf Den Haag beteiligten deutschen Streitkräfte mit isolierten Gruppen von insgesamt etwa 1.600 Fallschirmjägern und Luftlandetruppen hielten sich letztlich.
In Noord-Brabant verschlechterte sich die Situation rasch. Die französischen Kommandeure der 7. Armee hatten damit gerechnet, dass der niederländische Widerstand an der Maas- und der Peel-Raam-Stellung mit einer etwa fünf Divisionen starken Truppe ihnen mindestens vier Tage zum Aufbau einer Verteidigungslinie in der Nähe von Breda gebracht hätte. Sie waren unangenehm überrascht, als sie erfuhren, dass die drei besten niederländischen Divisionen nach Norden verlegt worden waren und dass sich die verbleibenden Streitkräfte bereits auf dem Rückzug befanden. Der Rückzug der Peel-Division von der Peel-Raam-Stellung in die Zuid-Willemsvaart, einem Kanal etwa 10 bis 30 Kilometer westlich, bedeutete, ihre gut ausgebauten Positionen und die Artillerie hinter sich zu lassen. Ferner war das Ostufer des Kanals höher als das Westufer und bot den Angreifern eine hervorragende Deckung. Schließlich erreichte der Befehl zum Rückzug nie die Truppen in Mill; dies führte dazu, dass ein Kanalabschnitt in der Nähe von Heeswijk nicht verteidigt wurde. Da in diesem Abschnitt eine noch funktionstüchtige Brücke vorhanden war, konnten die Deutschen gegen 13:00 Uhr mühelos den Kanal überqueren. Eine zweite Kanalüberquerung bei Erp führte zu einem allgemeinen Zusammenbruch der Verteidigungslinie. Bis zum Ende des 11. hatten die Deutschen die Zuid-Willemsvaart an den meisten Stellen überquert und die Peel-Division war weitgehend zerstreut und aufgerieben. Da die Franzosen sich weigerten, über Tilburg hinaus nach Nordosten vorzustoßen, entstand eine gefährliche Lücke in der Abwehrfront. In Anbetracht der allgemeinen niederländischen Schwäche in der Region forderte Winkelman die britische Regierung auf, ein Armeekorps zu entsenden, um die alliierten Positionen in der Region zu stärken, und bat, den Flugplatz Waalhaven zu bombardieren.
Alle Anstrengungen im Süden gingen von der Annahme aus, dass die Grebbe-Linie Angriffe von sich aus abwehren könne. Motorisierte Elemente der SS-Standarte „Der Führer“, die vor der Spitze der 207. Infanteriedivision vorgingen, hatten am Abend des 10. den südlichsten Teil der Grebbe-Linie vor dem Grebbeberg erreicht. In diesem Sektor der Hauptverteidigungslinie gab es keine Überschwemmungen (Wasserlinie) und war daher als Hauptangriffsachse der Division ausgewählt worden. Gegen halb vier am Morgen des 11. Mai begann die deutsche Artillerie mit dem Beschuss, gefolgt von einem Angriff zweier Bataillone im Morgengrauen. Da der deutsche Beschuss die Telefonleitungen unterbrochen hatte, konnte von den niederländischen Verteidigern keine Artillerieunterstützung angefordert werden. Die Verteidigung wurde weiter durch die Tatsache behindert, dass das Gelände noch nicht von Vegetation befreit war, wodurch sich den Angreifern gute Deckung bot. Gegen Mittag gelang ein Durchbruch im äußersten Norden der Vorpostenlinie, und die niederländischen Stellungen wurden dann langsam von hinten aufgerollt. Die zahlenmäßig schwächeren und unterlegen bewaffneten Kompanien leisteten Widerstand, so gut sie konnten, aber am Abend befanden sich alle Außenposten in deutscher Hand. Der Kommandeur des 2. niederländischen Armeekorps, Generalmajor Jacob Harberts, reagierte in Unkenntnis der Tatsache, dass motorisierte SS-Truppen den Angriff geführt hatten, mit dem Befehl eines nächtlichen Gegenangriffs durch das einzige Reservebataillon der 4. Abteilung. Dieser Angriff wurde abgebrochen, da niederländische Truppen in großer Verwirrung anfingen, aufeinander zu feuern.
Währenddessen rückte die 1. Kavalleriedivision im Norden durch die Provinz Friesland in Richtung der letzten niederländischen Ersatzlinie, der Wonsstellung, vor und erreichte am Abend Sneek. Die meisten niederländischen Truppen waren aus dem Norden über den Afsluitdijk evakuiert worden.

### 12. Mai
(siehe auch → Schlacht am Grebbeberg)
Am Morgen des 12. Mai hatte sich an den wesentlichen Herausforderungen für den niederländischen Oberbefehlshaber wenig geändert. Es ging immer noch darum, mit Hilfe der Franzosen eine feste Verteidigungslinie in Noord-Brabant zu errichten und die deutschen Luftlandetruppen  zu beseitigen: Die besondere Gefahr für die Grebbe-Linie wurde unbewusst ignoriert.
Die deutsche 9. Panzerdivision hatte am frühen Morgen des 11. Mai die Maas überquert, konnte aber wegen Überfüllung der Straßen an diesem Tag nicht schnell vorrücken. Sie hatte den Befehl, mit den Luftlandetruppen Verbindung aufzunehmen, sobald die Infanterietruppen die Peel-Raam-Stellung durchbrochen hatten. Da sich die gesamte niederländische Front aufgelöst hatte, waren die Bedingungen für einen solchen Versuch günstig.
Da die deutsche 6. Armee ihre rechte Flanke bedrohte und keine Zeit für die Vorbereitung einer Verteidigungslinie war, erhielt die niederländische 7. Armee Befehl, ihre linke Flanke zurückzuziehen. Die französische 2e Brigade Légère Mécanique, Teil der 1. Division Légère Mécanique, die in Tilburg angekommen war, zog sich nach Süden zurück. Auch die 25e Division d'Infanterie Motorisée in Breda rückte nicht weiter nach Norden vor als zum Fluss Mark. Da der ursprüngliche Befehl zur Besetzung des Sektors Geertruidenberg nicht ausgeführt worden war, würde der Weg zu den Moerdijk-Brücken nicht versperrt sein. Aufklärungseinheiten der 9. Panzerdivision nutzten diese Gelegenheit effektiv: Im Morgengrauen überraschten sie nördlich von Tilburg in der Nähe von Loon op Zand Oberst Schmidt und nahmen ihn gefangen. Die niederländischen Truppen in der Provinz verloren dadurch jegliches einheitliche Kommando. Kurz nach Mittag waren deutsche Panzerwagen dreißig Kilometer weiter westlich in den südlichen Brückenkopf von Moerdijk eingedrungen und hatten die Festung Holland von der alliierten Hauptmacht abgeschnitten. Um 16:45 Uhr erreichten sie die Brücken selbst. Der nördliche Teil dieser Truppe würde nicht lange in der Region bleiben: Um 13:35 Uhr befahl Gamelin den vollständigen Rückzug aller französischen Truppen in Noord-Brabant nach Antwerpen, die sich nun auf Aktionen der Nachhut beschränken würden.

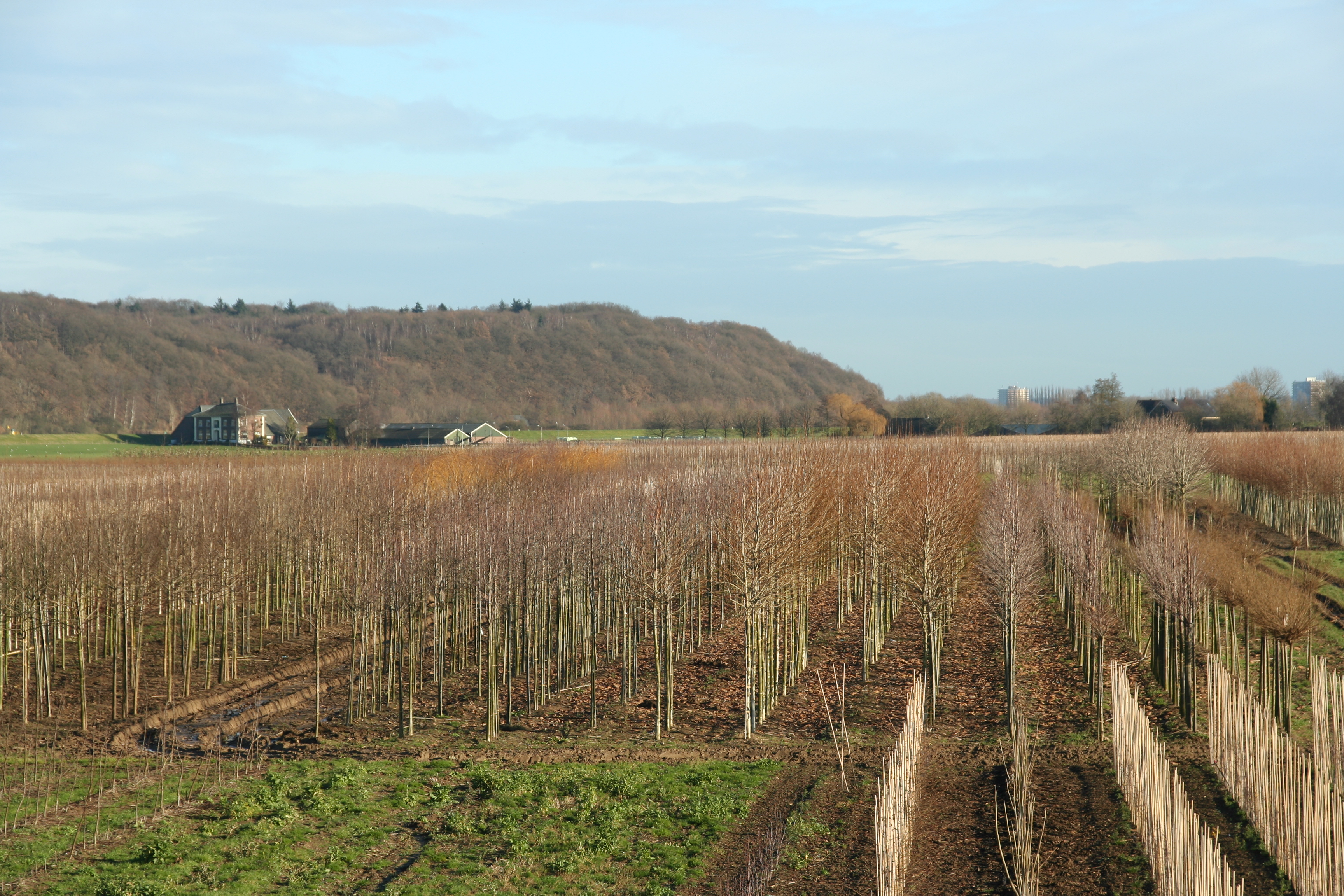
Der Grebbeberg von Süden gesehen (2005)

Während die Lage im Süden kritisch wurde, unternahmen die Deutschen im Osten erste erfolgreiche Anstrengungen, um die niederländischen Verteidiger auf dem Grebbeberg zu vertreiben. Nach einem vorbereitenden Artilleriebeschuss am Morgen griff gegen Mittag ein Bataillon der Waffen-SS einen achthundert Meter breiten Abschnitt der Hauptlinie an, der von einer niederländischen Kompanie besetzt war. Unter Nutzung der vielen toten Winkel im niederländischen Feuerbereich konnten die niederländischen Stellungen rasch durchbrochen werden. Ein zweites deutsches Bataillon erweiterte daraufhin den Einbruch nach Norden. Die niederländische Artillerie war zwar ebenso stark wie die deutsche, konnte jedoch die feindliche Konzentration der Infanterie nicht ausreichend bekämpfen. Achthundert Meter westlich befand sich ein durchgehendes Grabensystem, von dem aus die Verteidiger lokale Gegenangriffe durchführen wollten. Aufgrund mangelnder Stärke, Ausbildung und schwerer Waffen scheiterten die Angriffe jedoch an den gut ausgebildeten SS-Truppen. Bis zum Abend hatten die Deutschen das stark bewaldete Gebiet zwischen den beiden Linien unter ihre Kontrolle gebracht. Als einer der SS-Bataillonskommandeure, Obersturmbannführer Hilmar Wäckerle, eine Schwachstelle entdeckte, griff er überraschend mit einer hastig versammelten Truppe von etwa Kompaniestärke an. In einem für diese Schlacht seltenen Fall von Infiltrationstaktik durchbrach er die Gräben und rückte 1,6 km nach Westen vor, bis er von einer Rückzugslinie der Niederländer entlang der Rhenen-Eisenbahn gestoppt wurde. Der Durchbruch löste eine Panik unter den Verteidigern aus, die größtenteils ihre Stellungen aufgaben. Da Wäckerle jedoch keine Zeit gehabt hatte, sein Vorgehen mit anderen Einheiten abzustimmen, wurde es nicht weiter ausgenutzt. Ordnung wurde an den Grabensystemen wiederhergestellt, die vorgestoßene SS-Kompanie wurde isoliert und umzingelt. Der allgemeine deutsche Vormarsch führte später dazu, dass die Hauptlinie mehr als 3,2 km nördlich aufgegeben werden musste, weil die Truppen dort einen Angriff in ihrem Rücken befürchteten.
Die Niederländer mussten einsehen, dass die Besatzung der Grebbe-Linie nicht stark genug sein würde, um weitere Angriffe abzuwehren. Sie sollten aber eine Offensive so lange verzögern, bis Reserven sie verstärkten konnten. Da am Vortag nicht klar geworden war, dass der deutsche Hauptangriff unmittelbar bevorstand, sollten diese Reserven aber nicht rechtzeitig eintreffen, um in den Kampf in der Verteidigungszone zwischen den beiden Grabensystemen eingreifen zu können. Dies war umso schwerwiegender, als die Verteidigungslinie keine Tiefe hatte und über keine großen Unterstände verfügte, um genügend Truppen unterzubringen, die einen starken frontalen Gegenangriff durchführen könnten. Am späten Abend wurde beschlossen, am nächsten Tag einen Flankenangriff aus dem Norden durchzuführen.
Im Norden bildete die Wons-Stellung einen Brückenkopf am östlichen Ende des Abschlussdeichs. Er hatte einen Umfang von ungefähr neun Kilometern, um genug Land einzuschließen und eine große Anzahl sich zurückziehender Truppen aufnehmen zu können, ohne sie zu anfällig für Luftangriffe zu machen. Am 12. Mai verblieben noch Einheiten mit einer kombinierten Stärke von nur zwei Bataillonen, so dass die Linie schwach war. Dies wurde von der ersten eintreffenden deutschen Einheit ausgenutzt, dem einzigen Fahrradbataillon der 1. Kavalleriedivision. Am Mittag drang es in einem konzentrierten Angriff schnell in die Linie ein und zwang die Verteidiger, sich zum Abschlussdeich zurückzuziehen. Für einige schnitt der deutsche Vormarsch ihren Fluchtweg über Land ab; sie verließen den kleinen Hafen von Makkum und nutzten die letzten verbliebenen Schiffe auf der Ostseite des IJsselmeers. Dies nahm den Deutschen jegliche Mittel für einen Überquerungsversuch, der nun aufgegeben wurde.

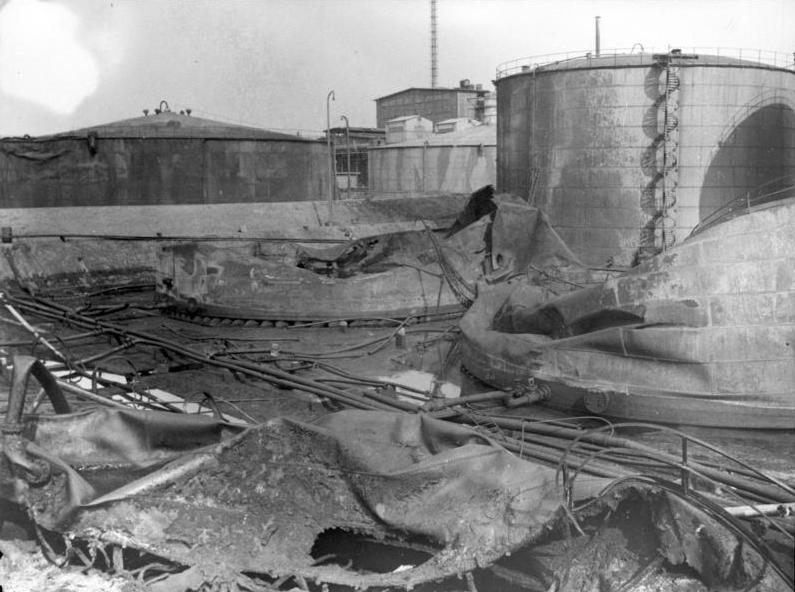
Ausgebrannte Shell-Öl-Tanks

Am Nachmittag erhielt General Winkelman Informationen über Panzertruppen, die auf der Straße zwischen ’s-Hertogenbosch und den Moerdijk-Brücken vorrückten. Er hoffte immer noch, dass diese Streitkräfte Franzosen waren, aber die Ankündigung von Radio Bremen um 23:00 Uhr, dass sich deutsche Panzer mit den Fallschirmjägern zusammengetan hatten, machte diese Hoffnungen zunichte. Er befahl den Artilleriebatterien im Hoekse Waard, zu versuchen, die Moerdijk-Brücken zu zerstören, und sandte eine spezielle Pioniereinheit nach Rotterdam, um die Willemsbrücke in die Luft zu sprengen. Pessimistisch bezüglich der allgemeinen Situation zu diesem Zeitpunkt befahl er auch, die riesigen strategischen Ölreserven von Royal Dutch Shell bei Pernis in Brand zu stecken. Die niederländische Regierung wurde von Winkelman am frühen Nachmittag über seine Einschätzung der Lage informiert und bat Winston Churchill, drei britische Divisionen zu ersuchen, um das Blatt zu wenden. Der neue britische Premierminister antwortete, er habe einfach keine Reserven; drei britische Torpedoboote wurden jedoch an das IJsselmeer geschickt. Auch das 2. Bataillon Welsh Guard war bereit, nach Hoek van Holland geschickt zu werden, obwohl es nicht rechtzeitig eintreffen würde.
Im Gegensatz zu Winkelman waren die deutschen Kommandeure mit den Entwicklungen des Tages sehr zufrieden. Da sich am 12. Mai die Franzosen zurückzogen und belgische oder britische Streitkräfte nicht eingriffen, entschied von Bock, dass das XXVI. Armeekorps  die Verfolgung der französischen Kräfte in Richtung Antwerpen übernehmen sollte, während einige Streitkräfte unter Befehl von Generalleutnant Rudolf Schmidt nach Norden vorrücken sollten.

### 13. Mai

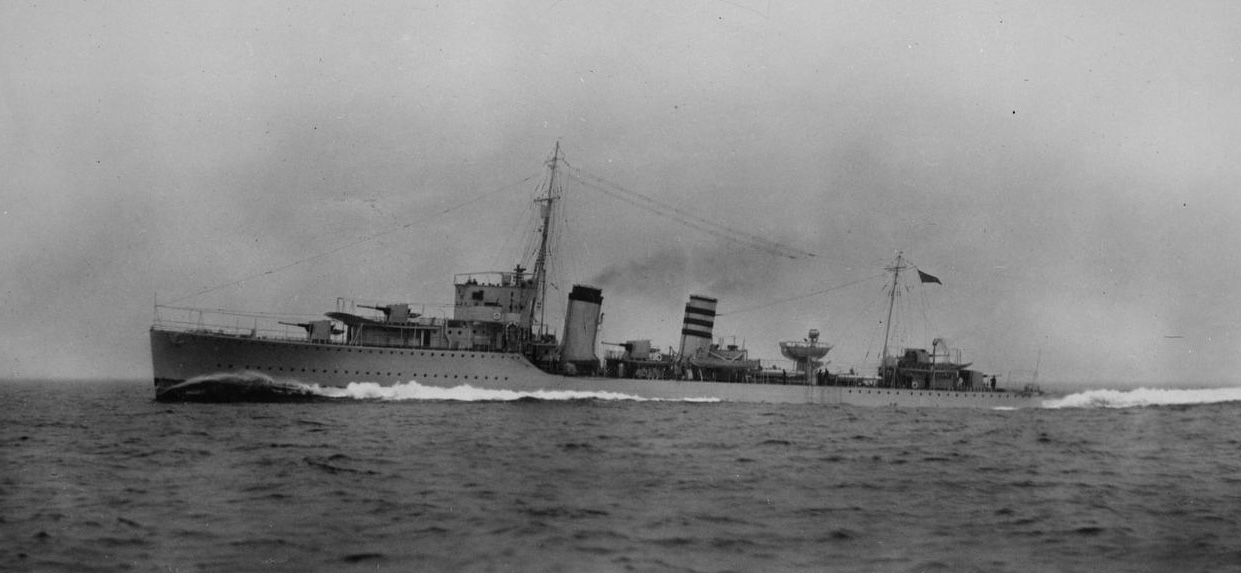
Die HMS Codrington, auf der die Mitglieder der niederländischen Königsfamilie nach Großbritannien evakuiert wurde

Am frühen Morgen des 13. Mai waren die Niederländer von der alliierten Front abgeschnitten und es war klar geworden, dass keine größeren alliierten Landungen zu erwarten waren, um die Festung Holland über See zu verstärken. Ohne diese Unterstützung bestand keine Aussicht auf einen anhaltend erfolgreichen Widerstand. Deutsche Panzer könnten schnell durch Rotterdam vorstoßen; Winkelman hatte bereits alle verfügbaren Panzerabwehrkanonen in einem Umkreis um Den Haag angeordnet, um den Regierungssitz zu schützen. Ein sofortiger Zusammenbruch der niederländischen Verteidigung könnte jedoch noch verhindert werden, wenn die geplanten Gegenangriffe die Südfront bei Dordrecht abriegeln und die Ostgrenze am Grebbeberg wiederherstellen könnten. Daher beschloss das Kabinett, den Kampf vorerst fortzusetzen.
Dennoch wurde es auch als wesentlich erachtet, Königin Wilhelmina in Sicherheit zu bringen; sie reiste gegen Mittag von Hoek van Holland auf der HMS Hereward, einem britischen Zerstörer, ab. Da Seeminen es zu gefährlich machten, nach Zeeland zu gelangen, ging sie direkt nach England. Am Abend zuvor war das einzige Kind der Königin und mutmaßliche Erbin, Prinzessin Juliana, zusammen mit ihrem Ehemann Prinz Bernhard von Lippe-Biesterfeld und ihren Kindern von IJmuiden auf HMS Codrington nach Harwich gefahren. Vorkehrungen für die Abreise waren bereits vor der Invasion getroffen worden.
Da die Königin verfassungsmäßig Teil der Regierung war, stellte ihr Ausscheiden das Kabinett vor die Wahl, ihr zu folgen oder zu bleiben. Nach hitzigen Diskussionen wurde beschlossen, ebenfalls abzureisen: Die Minister fuhren um 19:20 Uhr von Hoek van Holland auf HMS Windsor ab, um eine Exilregierung in London zu bilden, nachdem sie Winkelman die gesamte Regierungsgewalt über das Heimatland übertragen hatten. Drei niederländische Handelsschiffe, die von britischen Kriegsschiffen eskortiert wurden, transferierten Staatsanleihen und Diamanten in das Vereinigte Königreich.
Während zwei Panzerkompanien der deutschen 9. Panzerdivision beim XXVI. Armeekorps blieben, um die sich zurückziehenden Franzosen zu verfolgen, begannen die anderen vier Kompanien um 05:20 Uhr die Moerdijk-Brücke zu überqueren. Die Niederländer unternahmen einige Versuche, den Vormarsch der Deutschen indirekt zu blockieren. Gegen 06:00 Uhr warf der letzte einsatzbereite Bomber, eine Fokker T. V, zwei Bomben auf die Brücke. Er traf einen Brückenpfeiler, die Bomben explodierten jedoch nicht. Der Bomber wurde abgeschossen. Niederländische Batterien im Hoekse Waard versuchten trotz Bomberangriffen, die Brücke durch Artilleriefeuer zu zerstören, aber das massive Bauwerk wurde nur geringfügig beschädigt. Versuche, die Insel Dordrecht zu überschwemmen, schlugen fehl, da die Einlassschleusen nicht geöffnet werden konnten – und ohnehin zu klein waren.
Die leichte Division versuchte, den deutschen Angriffskeil zu durchbrechen, indem sie nach Westen vorrückte. Zwei der vier verfügbaren Bataillone wurden jedoch vergeblich eingesetzt, um die Vororte von Dordrecht zurückzuerobern. Als sich die beiden anderen Bataillone der Hauptstraße näherten, stießen sie auf einige Dutzend deutsche Panzer. Die Vorhut der niederländischen Truppen, die nicht über deren Anwesenheit informiert worden war, verwechselte die roten Lufterkennungstücher, die auf den deutschen Panzern befestigt waren, mit orangefarbenen Flaggen, die französische Fahrzeuge verwendeten, um sich den Niederländern als Freund zu zeigen – Orange ist die Staatsfarbe der Niederlande – und rannte auf die Fahrzeuge zu, um sie zu begrüßen. Sie wurden niedergeschossen. Die Bataillone, die später von einem Stuka-Bombardement getroffen wurden, flohen nach Osten. Eine Katastrophe wurde durch 47-mm- und 75-mm-Batterien verhindert, die den Angriff der deutschen Panzer mit Direktfeuer stoppten. Der linke Flügel der Leichten Division vollendete dann trotz der hohen Verluste gegen 13:00 Uhr einen befohlenen Rückzug in den Polder Alblasserwaard bei Kinderdijk. Alle niederländischen Truppen wurden in der Nacht von der Insel abgezogen.
Die deutschen Panzertruppen rückten über die Dordrechtbrücke nach Norden zur Insel IJsselmonde vor. Drei Panzer und drei Panzerkampfwagen des Stabzuges des 1. Panzerbataillons rückten auf die Barendrecht-Brücke in den Hoekse Waard vor, gingen aber gegen eine einzige 47-mm-Panzerabwehrkanone verloren. Obwohl die Deutschen ihren Angriff nicht wiederholten, wurde auch dieses Gebiet von den niederländischen Truppen aufgegeben.

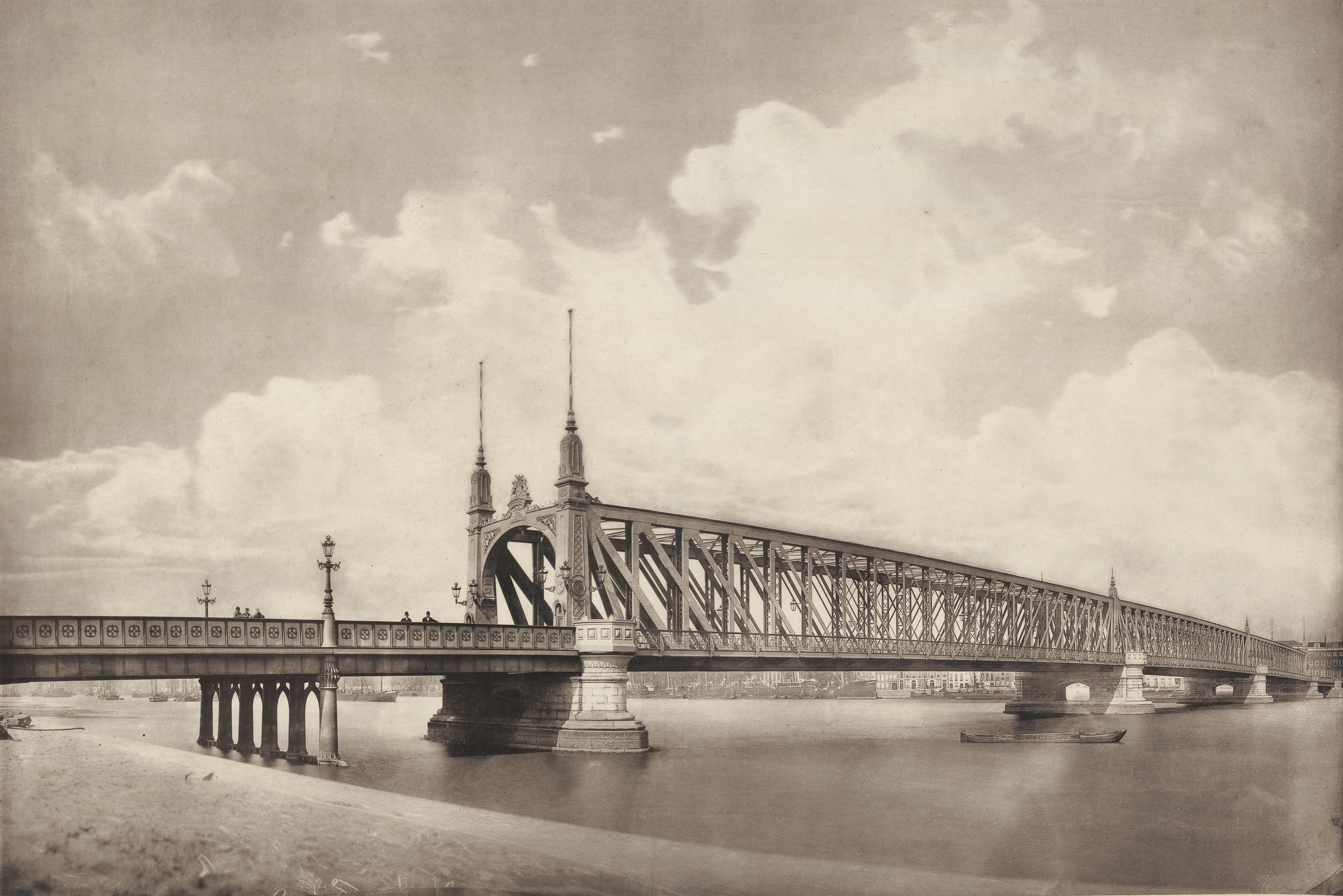
Die Willemsbrücke kurz nach ihrer Eröffnung im Jahre 1878, gesehen von Noordereiland

In Rotterdam wurde ein letzter Versuch unternommen, die Willemsbrücke zu sprengen. Zwei niederländische Kompanien, die hauptsächlich aus niederländischen Marinesoldaten bestanden, stürmten den Brückenkopf. Die Brücke wurde erreicht und die verbleibenden fünfzig deutschen Verteidiger in dem Gebäude waren im Begriff, sich zu ergeben, als der Angriff nach stundenlangem Kampf wegen eines schweren Flankenfeuers von der anderen Seite des Flusses abgebrochen wurde.
Im Norden stand der Kommandeur der 1. Kavalleriedivision, Generalmajor Kurt Feldt, vor der Aufgabe,  über den Abschlussdeich vorzustoßen. Dieser Damm wurde durch die Kornwerderzand-Stellung blockiert, die einen großen Schleusenkomplex zur Regulierung des Wasserspiegels des IJsselmeers schützte. Die Hauptbefestigung enthielt 47-mm-Panzerabwehrgeschütze. Sowohl rechts als auch links vor und hinter den Schleusen lagen lange Kanalmolen; auf diesen waren Bunker gebaut worden, die ein schweres Abwehrfeuer auf den Damm legen konnten, der einem Angreifer nicht die geringste Deckung bot. Am 13. Mai wurde die Position durch eine 20-mm-Flugabwehrbatterie verstärkt. Es war Feldts Absicht gewesen, die Position zuerst durch eine Batterie von Belagerungsmörsern zu zerstören, aber der Zug, der sie transportierte, war am 10. Mai durch eine gesprengte Eisenbahnbrücke in Winschoten blockiert worden. Mehrere Luftangriffe am 13. Mai hatten wenig Wirkung: Am späten Nachmittag versuchten fünf Fahrradabteilungen, sich dem Hauptbunkerkomplex unter der Deckung eines Artilleriebeschusses zu nähern, flohen jedoch bald, nachdem sie selbst beschossen worden waren. (→ Schlacht um den Afsluitdijk)
Im Osten versuchten die Deutschen, den Widerstand in der Grebbe-Linie zu überwinden, indem sie auch die andere Division des X. Armeekorps einsetzten, die 227. Infanteriedivision. Es wurde befohlen, eine zweite Angriffsachse in der Nähe von Scherpenzeel zu durchbrechen, wo durch Überschwemmungen ein trockener Zugang entdeckt worden war. Die Linie in diesem Bereich wurde von der niederländischen 2. Infanteriedivision verteidigt. Zwei deutsche Regimenter sollten gleichzeitig in benachbarten Sektoren angreifen. Nachdem das Regiment auf der rechten Seite, das 366. Infanterieregiment, die Ausgangsposition für den Angriff erreicht hatte, wurde das Regiment auf der linken Seite, das 412. Infanterieregiment, durch flankierendes Feuer von der holländischen Außenpostenlinie, deren Position nicht ersichtlich war, in Deckung gezwungen. Es ließ sich auf einige einzelne Feuergefechte ein, erzielte aber trotz des Vorziehens des Reserveregiment gegen die Außenposten nur geringe Fortschritte. In der Zwischenzeit wurde das wartende 366. Infanterieregiment durch konzentriertes niederländisches Artilleriefeuer getroffen und musste sich zurückziehen, was zu einem völligen Scheitern des Angriffs durch die 227. Infanteriedivision führte.

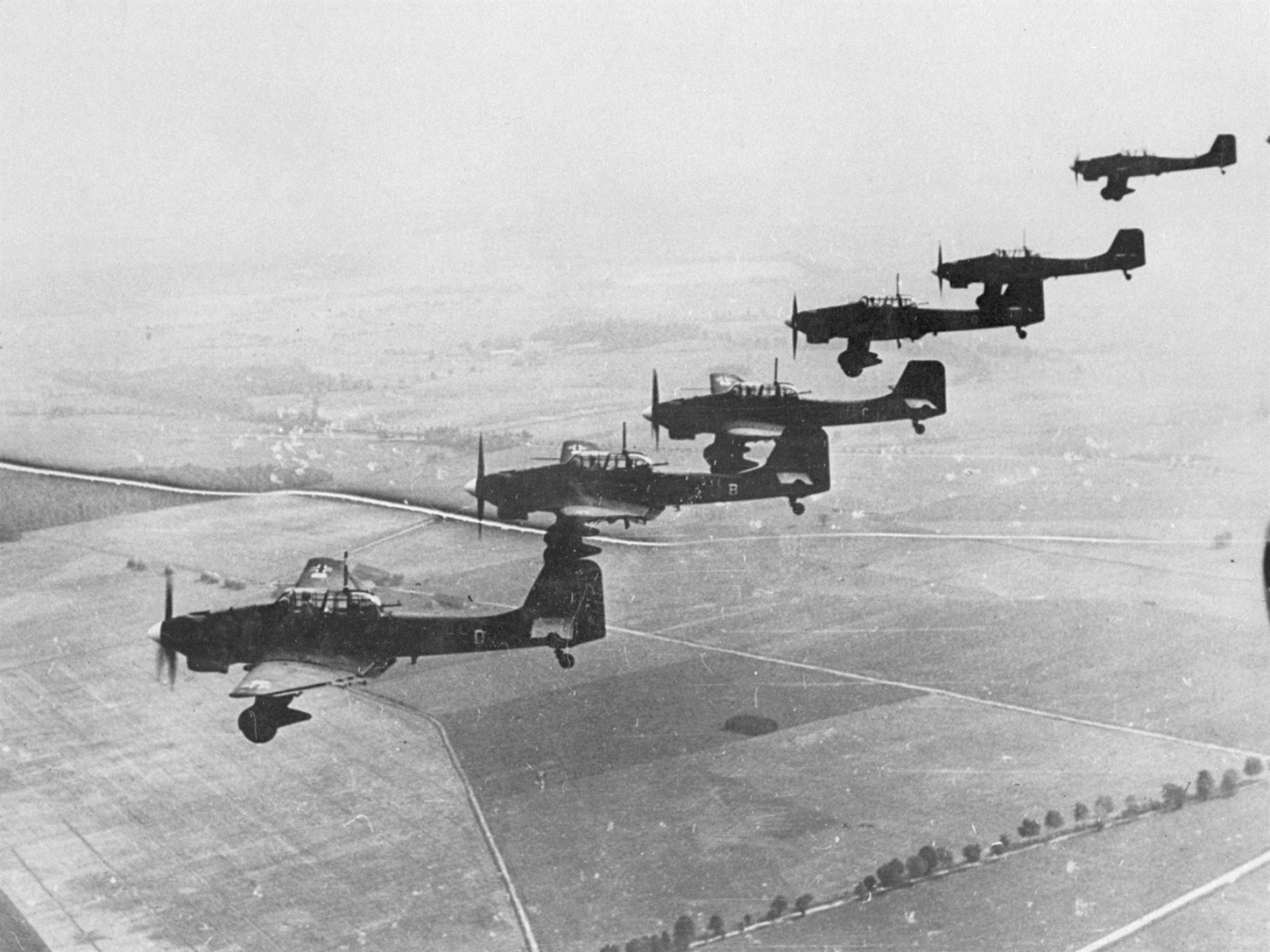
Junkers Ju 87

Im äußersten Süden der Grebbe-Linie, dem Grebbeberg, setzten die Deutschen nun drei SS-Bataillone ein. In der Nacht vom 12. auf den 13. Mai hatten sich in diesem Sektor etwa ein Dutzend niederländische Bataillone versammelt. Diese Streitkräfte bestanden aus den Reservebataillonen mehrerer Armeekorps, Divisionen und Brigaden sowie der unabhängigen Brigade B, die frei geworden war, als die Hauptverteidigungslinie im Gebiet von Maas und Waal im Zuge des Rückzugs des III. Armeekorps aus Noord-Brabant aufgegeben worden war. Die Einheiten wurden nicht in einem gemeinsamen Angriff konzentriert, um die Hauptlinie zurückzuerobern. Einige Bataillone gingen direkt gegen die Verteidigungslinie vor, während andere in Reserve gehalten wurden, hauptsächlich hinter der Rückzugslinie in der Nähe der Rhenen-Eisenbahn. Darüber hinaus waren die meisten Bataillone um ein Viertel ihrer Sollstärke dezimiert. Vier sollten unter dem Kommando der Brigade B für den flankierenden Angriff aus dem Norden eingesetzt werden. Dieser Angriff verzögerte sich um mehrere Stunden. Als er am späten Vormittag des 13. Mai endlich begann, stieß er auf einen vergleichbaren Vormarsch zweier Bataillone der Waffen-SS. Diese Brigade, welche die niederländischen Absichten nicht kannte, hatte ihre Angriffsachse nach Norden verlagert, um die Grebbe-Linie von hinten aufzurollen.
Es folgte eine verwirrende Begegnungsschlacht, in der die Vorhut der niederländischen Truppen, die von ihrer Artillerie schlecht unterstützt wurde, gegen 12:30 Uhr den SS-Truppen Platz machen musste. Bald führte dies zu einem allgemeinen Rückzug der Brigade, der sich in eine Flucht verwandelte, als um 13:30 Uhr das Gebiet um den Grebbeberg von 27 Ju-87-Stukas bombardiert wurde.
Inzwischen musste die 207. Infanteriedivision zum ersten Mal am Grebbeberg selbst kämpfen. Die erste Welle deutscher Angreifer wurde mit schweren Verlusten zurückgeschlagen, aber einer zweiten Welle gelang es, die Grabenlinie zu durchstoßen. Anschließend stieß das Regiment in das Gebiet im Westen vor, was durch den Widerstand mehrerer niederländischer Posten verzögert wurde. Es zog sich am späten Nachmittag zurück, gerade als die SS-Bataillone weiter nördlich, um einem vorbereitenden Artilleriebeschuss zu entgehen, in eine westlichere Position verlagert wurden. Nach der Verlegung wollten die Deutschen erneut angreifen, um die Rhenen-Rückzugslinie und das Dorf Achterberg zu nehmen. Diese Vorbereitungen sollten sich jedoch als überflüssig erweisen: Die Niederländer waren bereits verschwunden.
Dieselbe Stuka-Bombardierung, die Brigade B in die Flucht geschlagen hatte, brach auch die Moral der Reserven in Rhenen. Am Morgen hatten diese Truppen bereits schwerwiegende Disziplinprobleme gezeigt, wobei sich Einheiten auflösten und das Schlachtfeld verließen. Am späten Nachmittag floh der Großteil der 4. Infanteriedivision nach Westen. Die Deutschen hatten damit gerechnet, dass die Niederländer versuchen würden, Lücken in der Linie zu schließen. Das holländische Kommando erlitt nun jedoch einen solchen Kontrollverlust, dass jegliche Überlegungen zur Wiederherstellung einer kontinuierlichen Front aufgegeben werden mussten. In der Verteidigung war eine 8 km breite Lücke entstanden. Aus Sorge, eingekreist zu werden, befahl Van Voorst tot Voorst um 20:30 Uhr die sofortige Aufgabe sowohl die Grebbe-Linie als auch die Waal-Linge-Stellung und den Rückzug an die Ostfront der Festung Holland in der Nacht.
Die Deutschen nutzten ihren Erfolg jedoch nicht sofort aus; erst gegen 21:00 Uhr, als ein erneuter Vormarsch auf keinen feindlichen Widerstand gestoßen war, war ihnen klar geworden, dass die Lücke bestand.

### 14. Mai

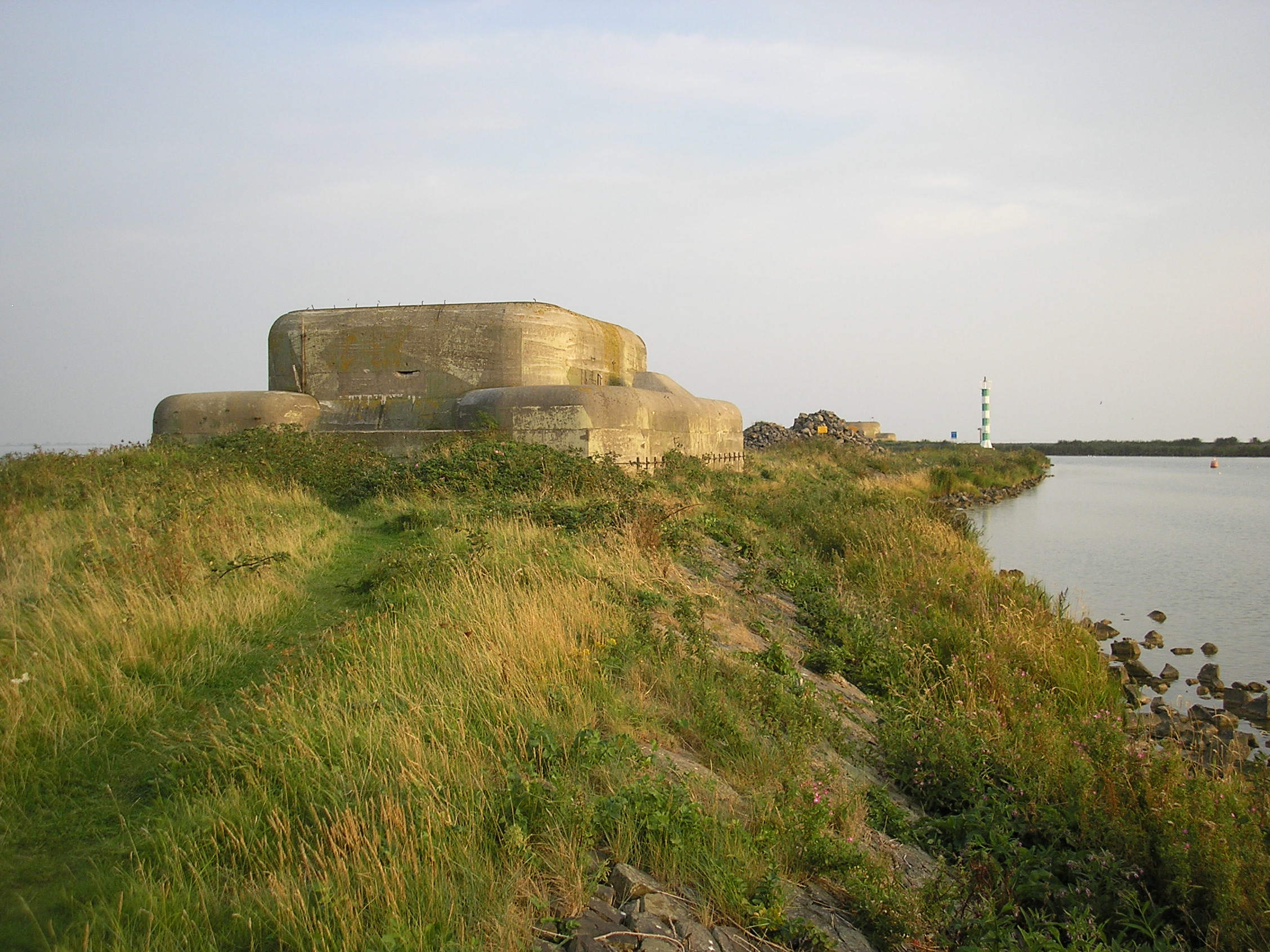
Bunker bei Kornwerderzand

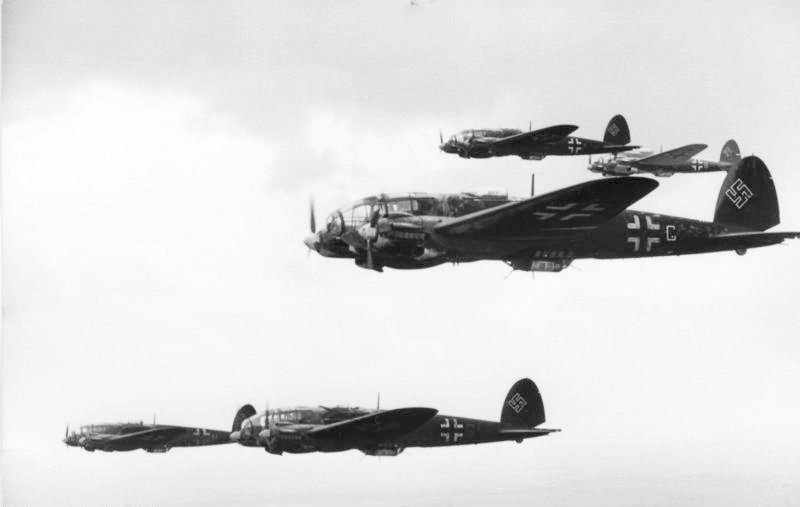
Deutsche Heinkel-He-111-Bomber, wie sie in Rotterdam zum Einsatz kamen

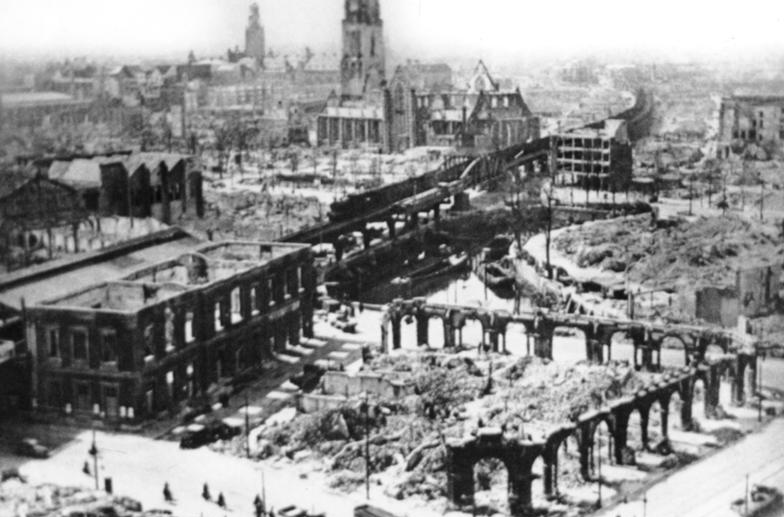
Der Hauptbahnhof von Rotterdam nach dem deutschen Luftangriff am 14. Mai 1940

Der letzte Tag der offiziellen Kampfhandlungen um die Niederlande zeigte eine kritische Lage.

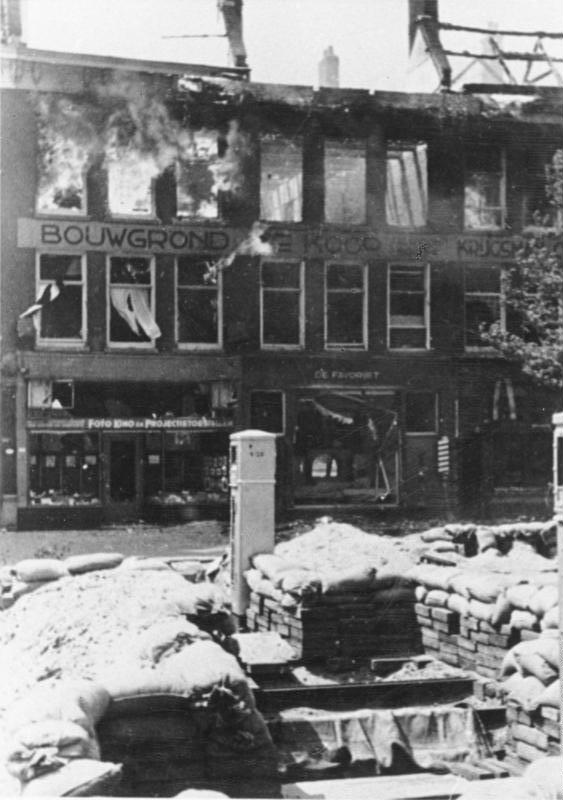
Bild nach den Straßenkämpfen in Rotterdam, im Vordergrund eine niederländische Stellung

Im Norden setzte um 09:00 Uhr deutscher Artilleriebeschuss auf die Festung Kornwerderzand ein. Die deutschen Batterien mussten sich jedoch zurückziehen, als sie ihrerseits aus 15 km Entfernung unter Feuer gerieten. Es handelte sich um das eingreifen des Kanonenbootes HNLMS Johan Maurits van Nassau. Feldt beschloss nun, an der Küste von Noord-Holland zu landen. Es wurden einige Lastkähne gefunden. Erst nach der Kapitulation wurde die Überfahrt tatsächlich ausgeführt. Während dieser Operation brach ein Lastkahn zusammen und der Rest verirrte sich.
Im Osten zog sich das niederländische Heer unter der Deckung des Bodennebels erfolgreich von der Grebbe-Linie zurück, ohne wie befürchtet bombardiert zu werden, und löste sich allmählich von den verfolgenden feindlichen Truppen. Die neue Position an der Ostflanke der Festung Holland musste improvisiert werden.
Auf IJsselmonde bereiteten sich die deutschen Streitkräfte auf die Überquerung der Maas in Rotterdam vor, die von etwa acht niederländischen Bataillonen verteidigt wurde. Überfahrten wurden in zwei Sektoren versucht. Der Hauptangriff sollte im Zentrum der Stadt stattfinden, wobei die deutsche 9. Panzerdivision über die Willemsbrücke vorrückte. Dann sollte die SS-Leibstandarte Adolf Hitler links und östlich von Rotterdam mit einem Bataillon des 16. Infanterieregiments der 22. Luftlandedivision die Maas überqueren. Diese Nebenangriffe sollten eine Konzentration niederländischer Streitkräfte im Zentrum verhindern, um ihnen die Möglichkeit zu nehmen, den Vormarsch der 9. Panzerdivision durch ein dicht bebautes und von Kanälen durchschnittenes Stadtgebiet blockieren zu können.
Ein massiver Luftangriff sollte dem Vorgehen der Landtruppen vorausgehen. Die Generäle Kurt Student und Schmidt wünschten sich einen begrenzten Luftangriff, um die Verteidigung vorübergehend zu lähmen und die Panzer aus dem Brückenkopf herausbrechen zu lassen. Eine schwere Zerstörung der Stadt sollte vermieden werden, da dies ihren Fortschritt nur behindern würde. Der Chef der Luftwaffe, Hermann Göring, war besorgt über das Schicksal seiner umzingelten Luftlandetruppen und hoffte, eine sofortige Kapitulation des niederländischen Staates durch ein weitaus größeres Bombardement erzwingen zu können. Sein Einsatzleiter, General Otto Hoffmann von Waldau, bezeichnete diese Option als „Radikallösung“. Trotz der Bedenken von Albert Kesselring hinsichtlich seines Umfangs und seiner Notwendigkeit flogen Heinkels um 11:45 Uhr zu einem Flächenbombardement der Innenstadt von Rotterdam. (→ Bombardierung von Rotterdam 1940)
Um 09:00 Uhr überquerte ein deutscher Bote die Willemsbrücke, um ein Ultimatum von Schmidt an Oberst Pieter Scharroo, den niederländischen Befehlshaber von Rotterdam, zu bringen und eine Kapitulation der Stadt zu fordern. Wenn eine positive Antwort nicht innerhalb von zwei Stunden einginge, würde das „schwerwiegendste Vernichtungsverfahren“ angewendet. Scharroo erhielt die Nachricht jedoch erst um 10:30 Uhr. Trotzdem fühlte er sich nicht geneigt, sich zu ergeben, und bat Winkelman um Befehle. Dieser hörte, dass das Dokument weder unterzeichnet worden war noch den Namen des Absenders enthielt und wies ihn an, einen niederländischen Gesandten zu entsenden, um die Angelegenheit zu klären und Zeit zu gewinnen. Um 12:15 Uhr übergab ein niederländischer Hauptmann diese Bitte. Bei der Rückkehr des deutschen Gesandten um 12:00 Uhr hatte Schmidt bereits eine Funknachricht gesendet, dass die Bombardierung verschoben werden müsse, da Verhandlungen aufgenommen worden seien. Kurz nachdem der niederländische Gesandte ein zweites Ultimatum erhalten hatte, das jetzt von Schmidt mit einer neuen Ablaufzeit von 16:20 Uhr unterzeichnet worden war, trafen gegen 13:20 Uhr zwei Formationen von Heinkels ein, die keinen Rückrufbefehl erhalten hatten. Dies wurde später von den Deutschen damit erklärt, dass sie bereits ihre Schleppantennen eingezogen hätten.
Schmidt befahl, rote Leuchtkugeln abzufeuern, um zu signalisieren, dass das Bombardement abgebrochen werden sollte, aber nur das Geschwader, das aus dem Südwesten bombardieren sollte, gab seinen Angriff auf, nachdem die ersten drei Flugzeuge ihre Bomben abgeworfen hatten. Die anderen 54 Heinkels, die sich aus dem Osten näherten, ließen ihre insgesamt 1.308 Bomben weiter fallen, zerstörten die Innenstadt und töteten 814 Zivilisten. Die folgenden Brände zerstörten rund 24.000 Häuser und machten fast 80.000 Einwohner obdachlos. Um 15:50 Uhr kapitulierte Scharroo persönlich vor Schmidt. In der Zwischenzeit hatte Göring eine zweite Bombardierung der Stadt angeordnet – eine Gruppe von Heinkels war bereits gestartet –, es sei denn, man erhielte die Nachricht, dass ganz Rotterdam besetzt sei. Als Schmidt von dem Befehl erfuhr, sandte er um 17:15 Uhr hastig eine unverschlüsselte Nachricht, in der behauptet wurde, die Stadt sei besetzt, obwohl dies noch nicht geschehen war. Die Bomber wurden gerade noch rechtzeitig zurückgerufen.

## Die Kapitulation der niederländischen Armee

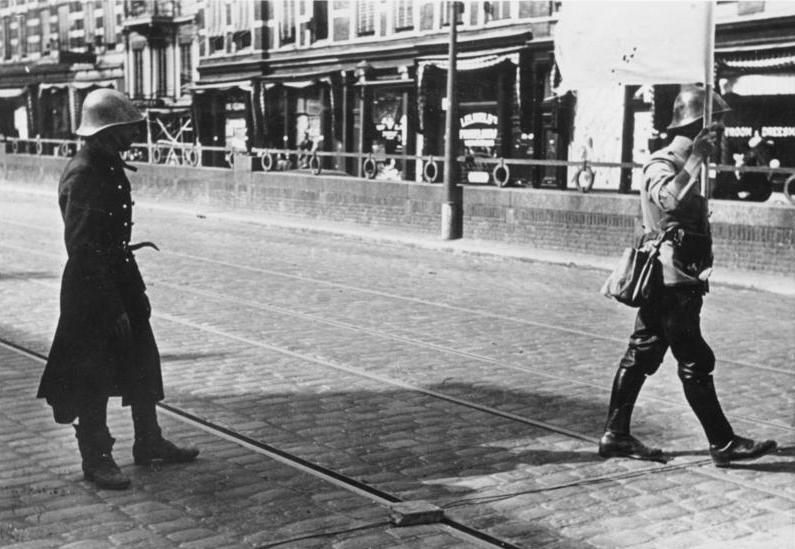
Niederländischer Unterhändler mit weißer Flagge läuft auf die deutschen Stellungen auf Noordereiland zu, aufgenommen am 14. Mai 1940

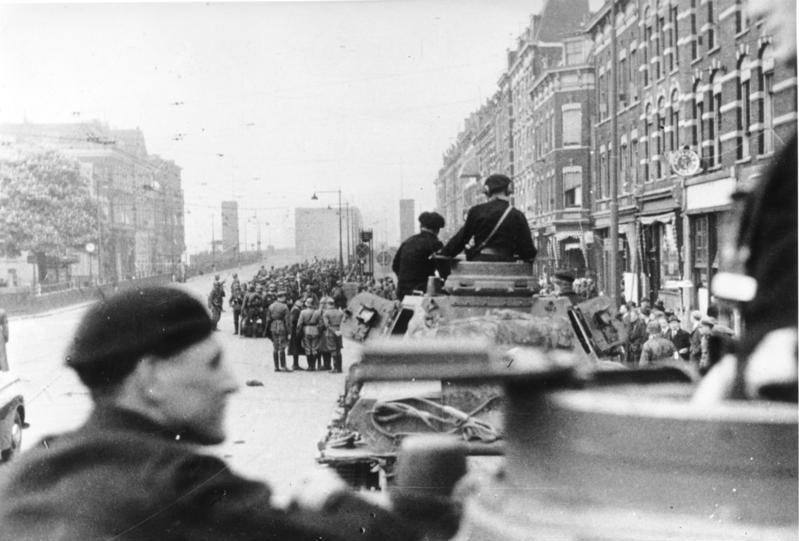
Rotterdam, Einmarsch motorisierter deutscher Truppen

General Winkelman beabsichtigte zunächst, den Kampf fortzusetzen, obwohl Rotterdam kapituliert hatte und deutsche Truppen von dort nun ins Herz der Festung Holland vordringen konnten. Es waren Vorkehrungen getroffen worden, um eine wirksame Regierung auch nach der weit verbreiteten Zerstörung der Städte aufrechtzuerhalten. Der Umkreis um Den Haag konnte immer noch einen Panzerangriff abwehren, und die New Holland Water Line verfügte über einige Verteidigungsfähigkeiten. Die Deutschen würden einige Zeit brauchen, um ihre Streitkräfte in der schwierigen Polderlandschaft einzusetzen. Er erhielt jedoch bald eine Nachricht von Oberst Cuno Eduard Willem, Freiherr von Voorst, an Voorst, dem Befehlshaber der Stadt Utrecht, dass die Deutschen ihre Übergabe forderten; Flugblätter wurden von Propagandaflugzeugen abgeworfen, die ankündigten, dass nur eine bedingungslose Kapitulation ihr „das Schicksal Warschaus ersparen“ könne. Winkelman kam zu dem Schluss, dass es anscheinend deutsche Politik geworden war, jede Stadt, die Widerstand leistete, zu zerstören. In Anbetracht seines Mandats, unnötiges Leiden zu vermeiden, beschloss er, sich zu ergeben. Alle Armeekorps wurden um 16:50 Uhr per Telex über seine Entscheidung informiert und aufgefordert, zunächst ihre Waffen zu zerstören und dann den nächstgelegenen deutschen Einheiten ihre Kapitulation anzubieten. Um 17:20 Uhr wurde der deutsche Gesandte in Den Haag informiert. Gegen 19:00 Uhr hielt Winkelman eine Radiorede, in der er das niederländische Volk informierte. Die niederländische Kapitulation implizierte, dass grundsätzlich ein Waffenstillstand von beiden Parteien eingehalten werden sollte.

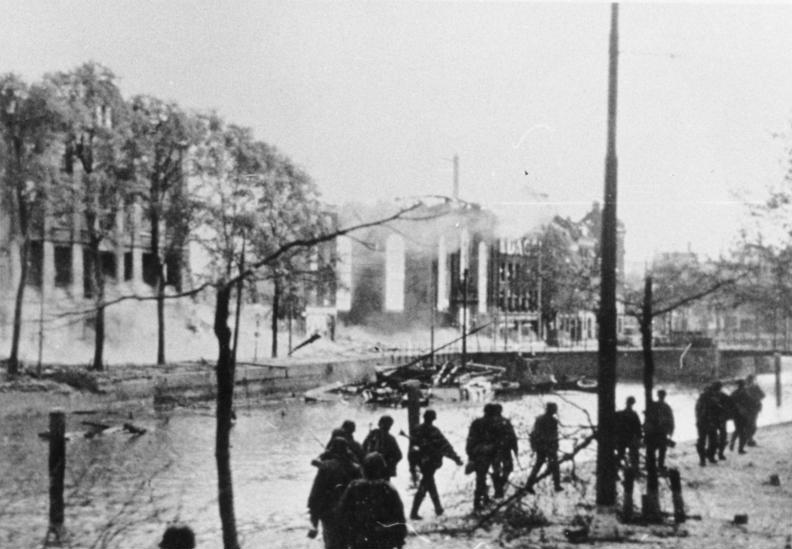
Deutsche Truppen auf dem Vormarsch in einem zerstörten Bereich von Rotterdam

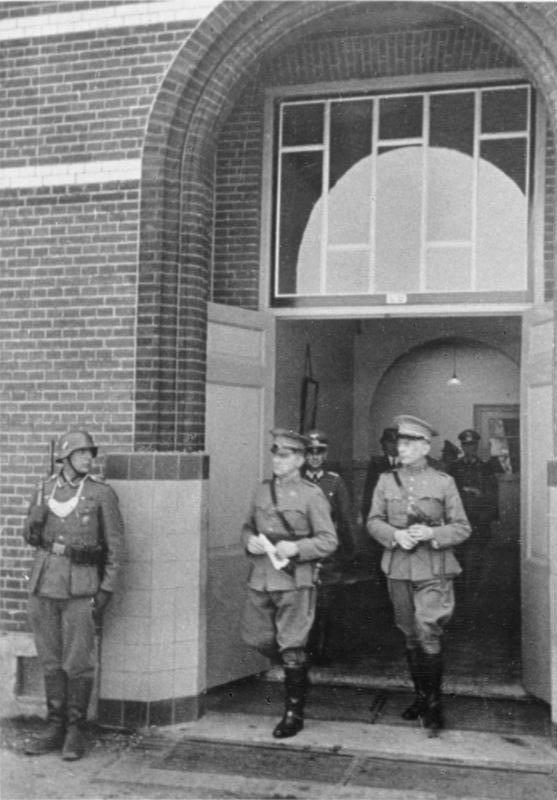
Der niederländische General Winkelman, Bildmitte, verlässt das Schulgebäude nach der Kapitulation vor der Deutschen Wehrmacht

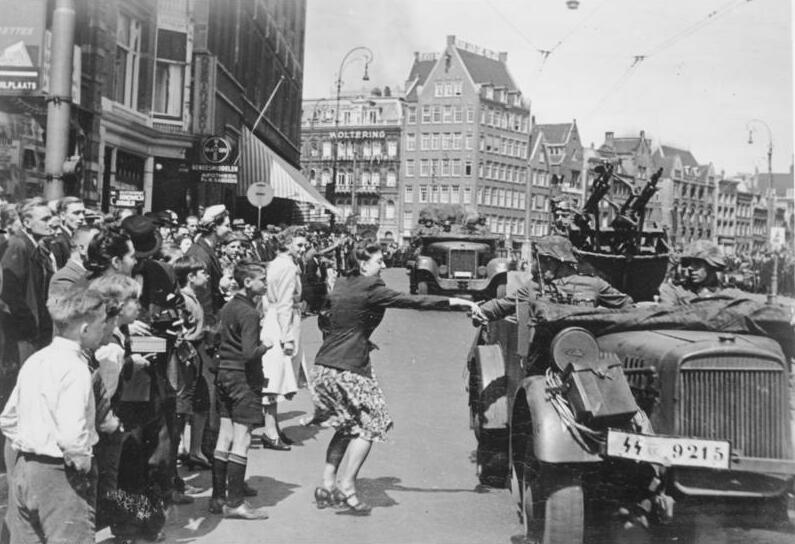
Deutsche Truppen beim Durchmarsch durch Amsterdam

Winkelman handelte sowohl in seiner Eigenschaft als Kommandeur der niederländischen Armee als auch in seiner Eigenschaft als oberste Exekutive des Heimatlandes. Dies erzeugte eine etwas mehrdeutige Situation. Am Morgen des 14. Mai hatte der Kommandeur der Königlichen Niederländischen Marine, Vizeadmiral Johannes Fürstner, das Land verlassen, um den Kampf fortzusetzen. Niederländische Marineschiffe waren im Allgemeinen nicht an der Kapitulation beteiligt. Acht Schiffe und vier unfertige Hulks waren bereits ausgelaufen, einige kleinere Schiffe wurden versenkt, und neun andere fuhren am Abend des 14. Mai nach England. Die HNLMS Johan Maurits van Nassau wurde während der Überfahrt von deutschen Bombern versenkt. Konteradmiral Hoyte Jolles, der Kommandeur des niederländischen Haupthafens Den Helder, kam zu dem Schluss, dass seine Basis mit einer Marinebesatzung von 10.000 Mann, einem eigenen Flugdienst und umfassenden Landverteidigungen auch weiterhin Widerstand leisten sollte. Winkelman konnte ihn nur mit Mühe überzeugen, dem Kapitulationsbefehl Folge zu leisten. Große Teile der niederländischen Armee zögerten auch, an die Kapitulation zu glauben oder sie zu akzeptieren, insbesondere diejenigen Einheiten, die kaum Kämpfe gesehen hatten, wie das 3. und 4. Armeekorps und die Brigade A.
Am 15. Mai um 05:00 Uhr erreichte ein deutscher Abgesandter Den Haag und lud Winkelman nach Rijsoord zu einem Treffen mit von Küchler ein, um die Artikel eines schriftlichen Kapitulationsdokuments auszuhandeln. Beide waren sich schnell über die meisten Bedingungen einig und Winkelman erklärte, die Armee, die Marine und die Luftwaffe übergeben zu haben. Als von Küchler verlangte, die noch für die Alliierten kämpfenden Piloten als Freischärler zu behandeln, machte Winkelmans Weigerung den Deutschen klar, dass nur die Streitkräfte im Heimatland, mit der Ausnahme von Zeeland, kapitulieren würden, nicht jedoch das Land selbst. In anderen Punkten wurde eine rasche Einigung erzielt und das Dokument um 10:15 Uhr unterzeichnet.

## Kämpfe in Zeeland

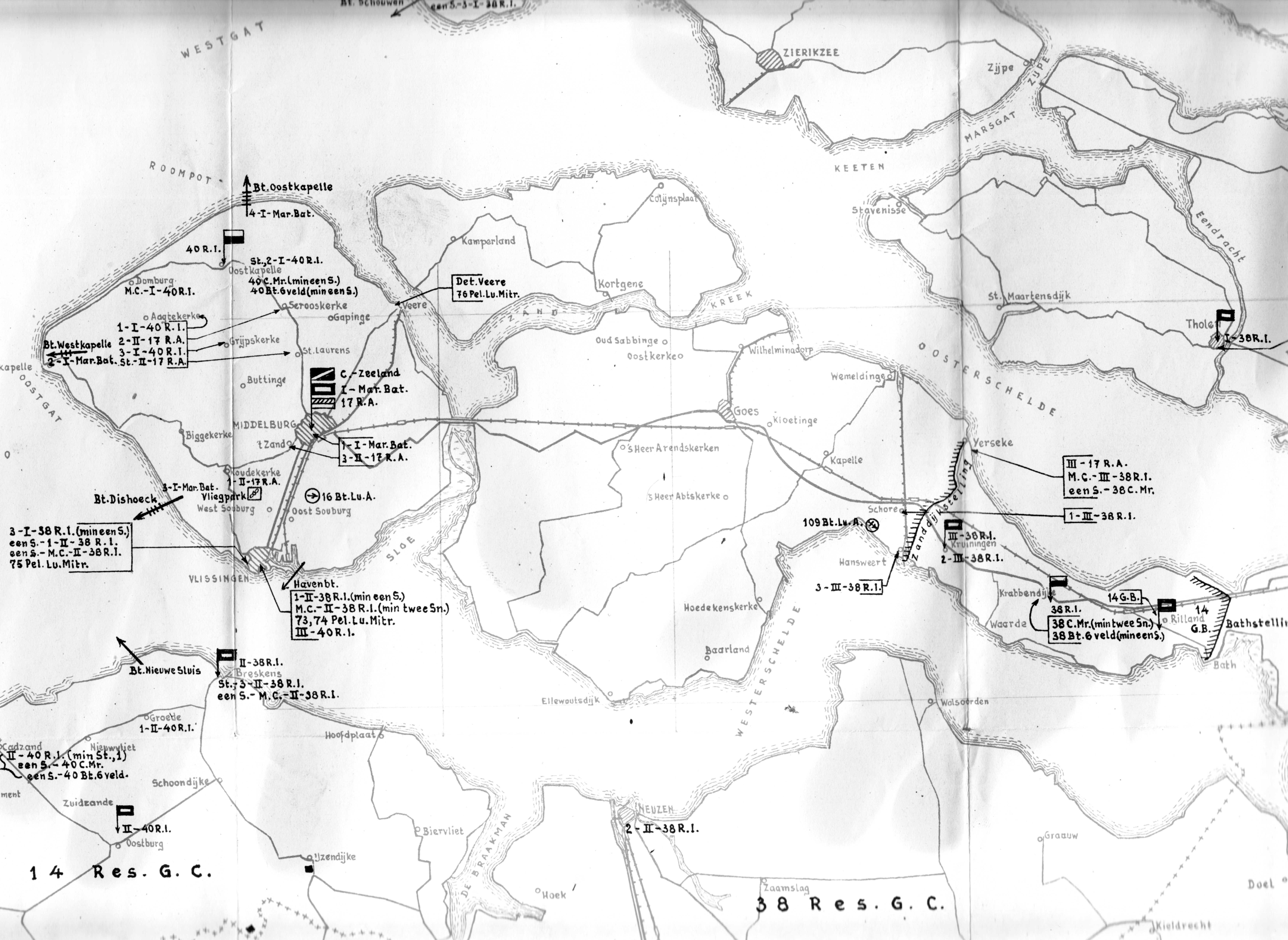
Militärische Lage in Mittel-Zeeland am 10. Mai 1940

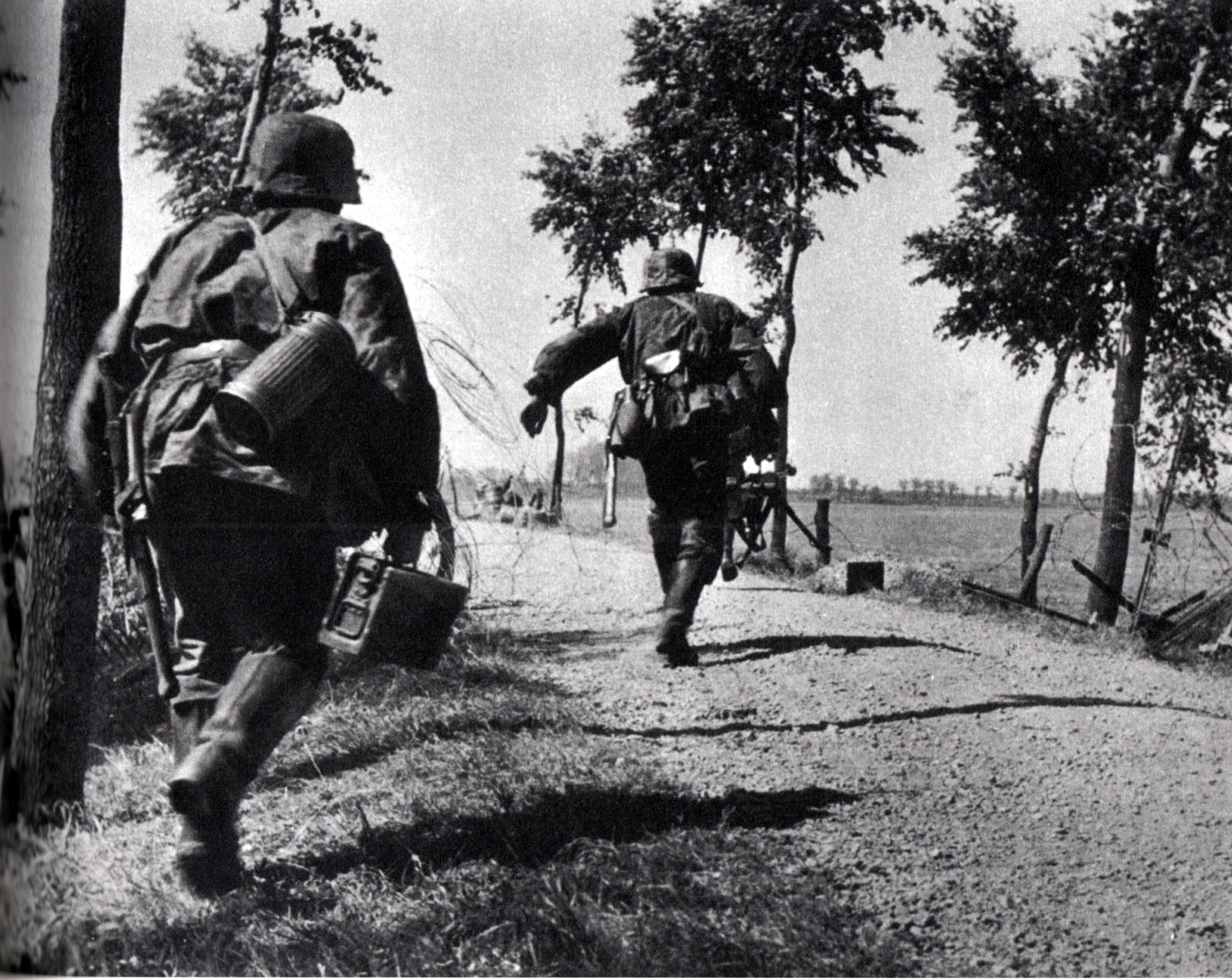
Deutscher Maschinengewehrtrupp vor einem Drahthindernis der Zanddijkstellung

Die Provinz Zeeland war von der Kapitulation ausgenommen. Die Kämpfe wurden dort gemeinsamen Bündnis mit französischen Truppen fortgesetzt. Die niederländischen Streitkräfte in der Provinz umfassten acht vollständige Bataillone von Armee- und Marinetruppen. Sie wurden von Konteradmiral Hendrik Jan van der Stad kommandiert, der als Marineoffizier Winkelman direkt unterstellt war. Das Gebiet stand unter Marinekommando, da der Marinestützpunkt Flushing on Vlissingen auf der Insel Walcheren, der den Zugang nach Antwerpen über die Westerschelde kontrollierte, intakt war. Die nördlichen Inseln der Provinz wurden nur von wenigen Einheiten verteidigt. Die Verteidigung von Seeflandern, dem niederländischen Teil von Flandern, wurde weitgehend den Alliierten überlassen. Die wichtigsten niederländischen Streitkräfte konzentrierten sich daher in Zuid-Beveland, der Halbinsel östlich von Walcheren, um dem Feind diesen Zugang nach Vlissingen zu verlegen. Zuid-Beveland war durch eine Landenge mit der Küste von Noord-Brabant verbunden. An seinem östlichen und engsten Ende war die Bath-Stellung vorbereitet und von einem Infanteriebataillon besetzt worden. Diese war hauptsächlich als Sammellinie für mögliche niederländische Truppen gedacht, die sich aus dem Osten zurückzogen. Am westlichen Ende befand sich die längere Zanddijk-Stellung, die von drei Bataillonen besetzt war.

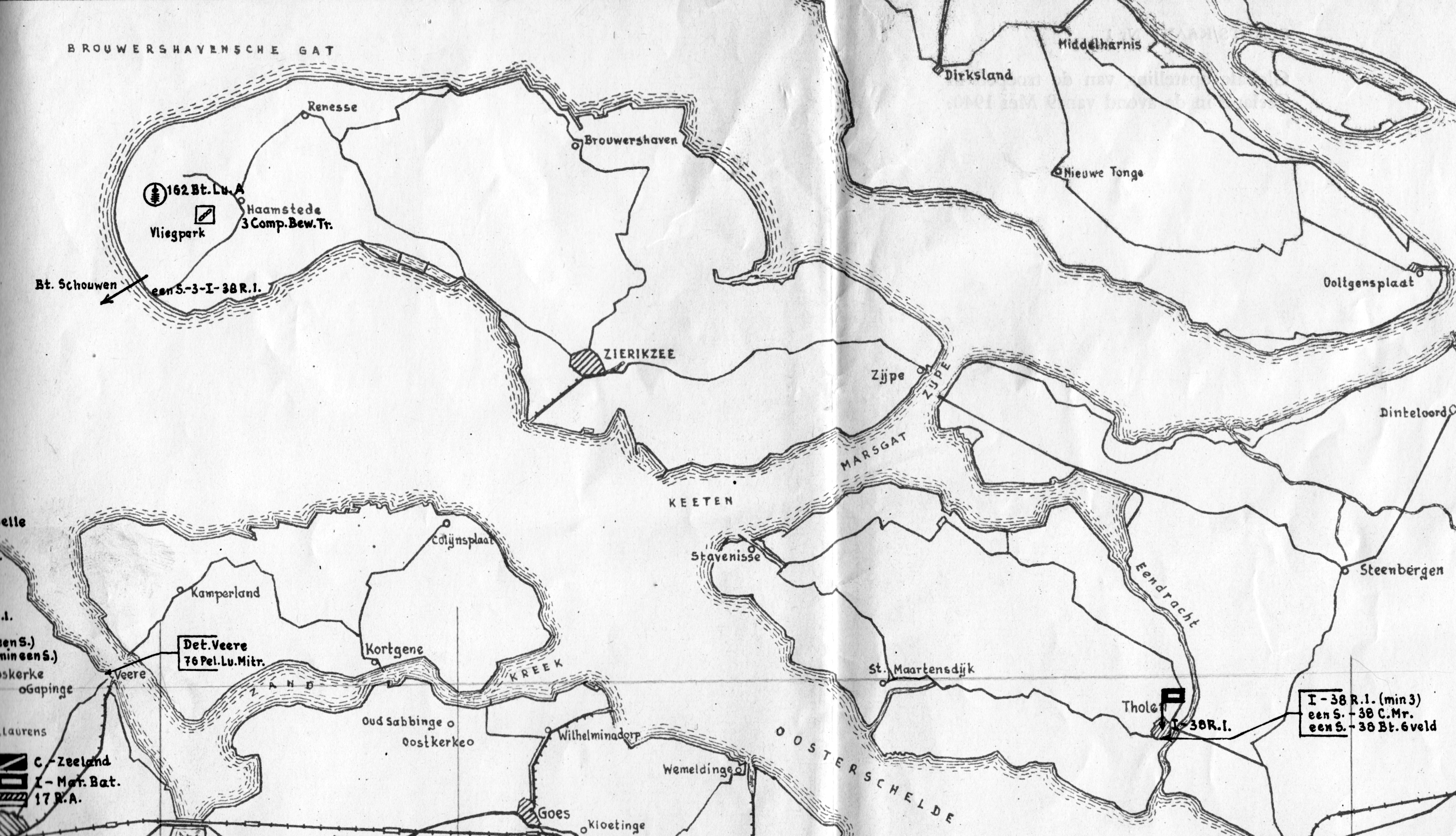
Militärische Lage in Nord-Zeeland am 10. Mai 1940

Am 10. Mai waren drei französische GRDIs (Groupes de Reconnaissance der Division d'Infanterie) eingetroffen. Diese motorisierten Einheiten verlegten weiter nach Noord-Brabant. Seit dem 11. Mai war das Gebiet durch zwei französische Infanteriedivisionen verstärkt: die 60e Division d'Infanterie, eine B-Klasse-Division, und die neu gebildete 68e Division d'Infanterie. Ein Teil ihrer Ausrüstung wurde per Schiff in den Hafen von Vlissingen gebracht. Die meisten Truppen dieser Divisionen blieben südlich der Westerschelde in Seeflandern, wo auch zwei der acht niederländischen Bataillone sowie zwei Grenzkompanien lagen. Nur zwei französische Regimenter wurden an das Nordufer geschickt. Am 13. Mai wurden die niederländischen Truppen dem französischen Einsatzkommando unterstellt und die 68e Division d'Infanterie der 7. Armee übergeben. Die Zusammenarbeit zwischen den beiden Verbündeten ließ zu wünschen übrig und wurde von mangelnder Kommunikation, Missverständnissen und unterschiedlichen Strategien geplagt. Die Niederländer hielten die Stellungen Bath und Zanddijk aufgrund der offenen Polderlandschaft und der umfangreichen Überschwemmungen für sehr vertretbar. Der französische Befehlshaber, General Pierre-Servais Durand, war jedoch nicht von ihrem Wert überzeugt und positionierte seine Truppen an auffälligeren Hindernissen. Am Abend des 13. Mai besetzte ein Regiment, die 271e der 68e Division d'Infanterie, den Kanal durch Zuid-Beveland, und das andere, die 224e der 60e Division d'Infanterie, nahm Stellung an der Sloe-Straße, welche die Insel Walcheren von Zuid-Beveland trennt. Dies verhinderte eine wirksame Konzentration der alliierten Streitkräfte, was es den Deutschen trotz zahlenmäßiger Unterlegenheit ermöglichte, sie nach und nach zu besiegen.
Am 14. Mai hatten die Deutschen fast ganz Noord-Brabant besetzt. Die SS-Standarte Deutschland, die sich rasch der westlichen Schelde näherte, erreichte die Bath-Position. Dies unterbrach den Rückzug der 27. Aufklärungsgruppe der Division d'Infanterie, die anschließend bei der Verteidigung von Bergen-op-Zoom vernichtet wurde. Die Moral der Verteidiger der Bath-Position, die bereits durch Geschichten niederländischer Truppen, die nach Westen flohen, erschüttert war, wurde durch die Nachricht, dass sich Winkelman ergeben hatte, ernsthaft untergraben. Viele schlossen daraus, dass es für Zeeland nutzlos war, als letzte verbleibende Provinz weiter Widerstand zu leisten. Ein erster Artilleriebeschuss gegen die Position am Abend des 14. Mai führte dazu, dass die Kommandanten ihre Truppen im Stich ließen, die daraufhin ebenfalls flohen.
Am Morgen des 15. Mai näherte sich die SS-Standarte Deutschland der Stellung Zanddijk. Ein erster Angriff gegen 08:00 Uhr auf Außenposten des nördlichen Sektors ließ sich leicht abwehren. Die Bombardierung führte jedoch zur Flucht der Bataillone in den Hauptpositionen, und die gesamte Linie musste gegen 14:00 Uhr aufgegeben werden, obwohl der südliche Teil vom französischen Torpedoboot L'Incomprise unterstützt wurde.
Am 16. Mai näherte sich die SS-Standarte Deutschland, einige Kilometer westlich der Stellung Zanddijk, dem Kanal durch Zuid-Beveland, wo das französische 271. Infanterieregiment stand. Ein Luftangriff an diesem Morgen hatte die Verteidiger bereits vor dem Beginn des Bodenangriffs in die Flucht geschlagen. Die ersten deutschen Überfahrten gegen 11:00 Uhr führten zu einem völligen Zusammenbruch. Ein Versuch am Abend des gleichen Tages, den achthundert Meter langen Sloedam, über den die meisten französischen Truppen nach Walcheren geflohen waren, zu überwinden, scheiterte. Am 16. Mai wurde die Insel Tholen gegen leichten Widerstand erobert. Am 17. Mai fiel Schouwen-Duiveland.

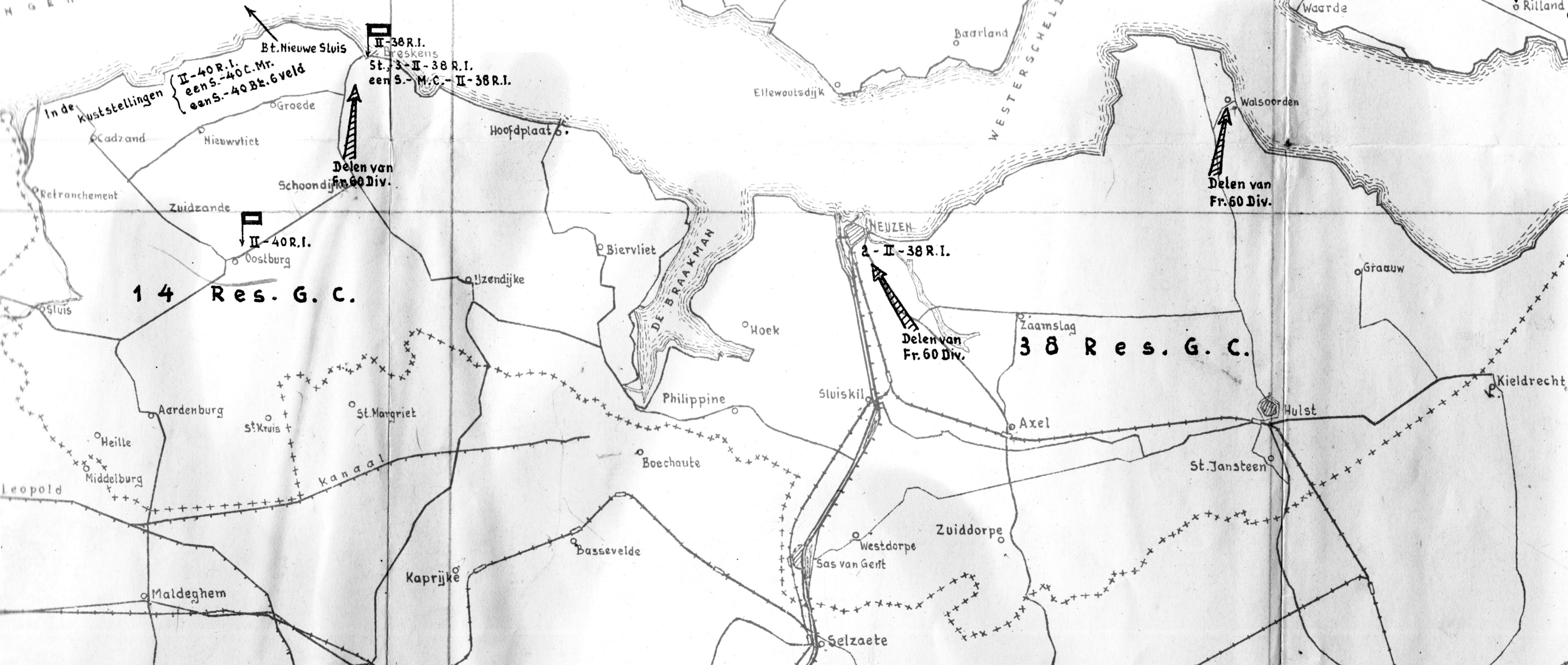
Militärische Lage in Zeeland-Flandern am 10. Mai 1940

Während die Kommandeure der verbliebenen holländischen Truppen auf Süd-Beveland direkte Befehle ihrer Vorgesetzten, die deutsche Flanke zu bedrohen, ablehnten, schlug am 17. Mai um 03:00 Uhr ein Nachtangriff über den Sloedam fehl. Die Deutschen forderten nun die Kapitulation der Insel. Als dies abgelehnt wurde, bombardierten sie Arnemuiden und Vlissingen. Middelburg, die Hauptstadt der Provinz, war stark von Artillerie beschossen, die Innenstadt brannte teilweise nieder. Das schwere Bombardement demoralisierte die größtenteils französischen Verteidiger und den Deutschen gelang es gegen Mittag, einen Brückenkopf zu errichten. Die wenigen auf Walcheren anwesenden niederländischen Truppen, etwa drei Kompanien, stellten ihren Widerstand ein. Am Abend drohten die einmarschierenden Deutschen, die nach Vlissingen geflohenen französischen Streitkräfte einzuschließen, aber ein Ausbruch, der von Brigadegeneral Marcel Deslaurens persönlich angeführt wurde und bei dem er getötet wurde, ermöglichte die Evakuierung der meisten Truppen über die Westerschelde.
Nach der Kapitulation von Nord-Beveland am 18. Mai war Zeeland-Flandern das letzte unbesetzte niederländische Heimatgebiet. Auf Befehl der Franzosen wurden alle niederländischen Truppen am 19. Mai nach Ostende in Belgien zurückgezogen, da ihre Anwesenheit die eigenen Streitkräfte demoralisieren und verwirren würde. Am 27. Mai waren auch die letzten Gebiete besetzt.

## Folgen
Nach der niederländischen Niederlage gründete Königin Wilhelmina eine Exilregierung in England. Die deutsche Besetzung begann offiziell am 17. Mai 1940. Sie dauerte fünf Jahre, bis das gesamte Land von den Westalliierten zurückerobert wurde. In dieser Zeit wurden über 210.000 Einwohner der Niederlande zu Kriegsopfern, darunter 104.000 Juden und andere Minderheiten, die Opfer von Völkermord wurden. Weitere 70.000 sind möglicherweise an indirekten Folgen wie Lebensmittelmangel und Einschränkungen im Gesundheitswesen gestorben.

## Juristische Aufarbeitung
Die Planung und Durchführung des unprovozierten Angriffskrieges gegen die neutralen Niederlande wurden im Nürnberger Prozess gegen die Hauptkriegsverbrecher der militärischen und politischen Führungsriege als Führungsverbrechen vorgeworfen und Angeklagte verurteilt.